# 乙未戰爭

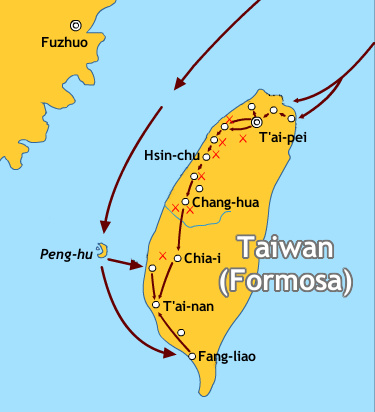
乙未戰爭日本進軍路線

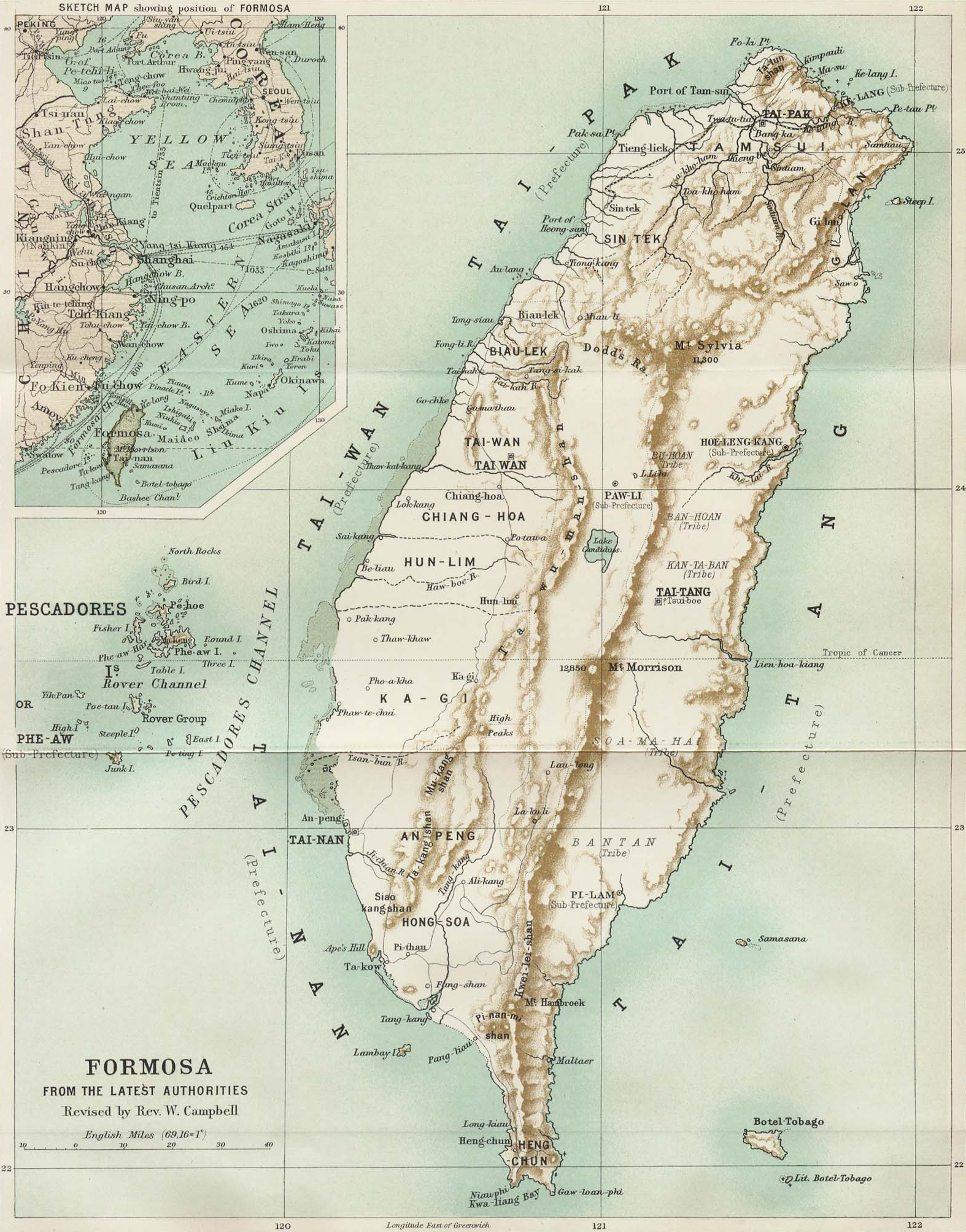
1896年（明治二十九年），臺灣地圖

乙未戰爭（1895年5月29日－1895年11月18日；日语：／ Itsubi sensō */?）是臺灣因《馬關條約》被清政府割讓予日本後臺灣各地人民為抵抗日本接收統治而發起的戰爭。
「乙未」是指戰事爆發的1895年，因適逢農曆乙未年而得名。文獻紀載上又稱乙未之役、乙未日軍征臺之役、乙未之變，日本方面則有臺灣平定作戰（／ Taiwan heitei sakusen）、臺灣平定、臺灣征討（／ Taiwan seitō）等別稱。該戰爭是以臺灣為主要發生地的戰爭，當時以客家族群為作戰主力。
1895年5月29日，負責接收臺灣的日軍部隊從現今新北市貢寮區的澳底登陸，象徵乙未戰爭的開始。日本投入包含近衛師團等正規軍隊的四萬九千餘名官兵，而臺灣方面除了以臺灣民主國為主的抗日政權外，主要有臺灣人民等自發性組成的抗日義軍及劉永福的黑旗軍和唐景崧的廣勇等；合計正規軍約有三萬三千餘名，及民兵十萬名。經過大約6個月的戰爭，臺灣民主國第一任總統唐景崧及第二任總統劉永福均逃離臺灣，被劉永福放棄的8,000多名清軍和黑旗軍（約3,000名）在群龍無首下慌亂的投降，日方認定臺灣民主國已經滅亡，首任臺灣總督樺山資紀於11月18日向京都大本營報告：「全島悉予平定」。不過，臺灣人後續仍有一些零星的對抗日本統治的活動，尤其原住民部族的武力抗爭持續將近了20年。
乙未戰爭造成臺日兩方的大量傷亡。日軍的死亡人數依據衛生部門統計，總共有8,503名，其中包含戰死者333名。依據《靖國神社忠魂史》的合祀者名單統計，日軍於10月22日佔領臺南時，在臺灣與澎湖的戰死者累計為354名。而臺方死傷人數難以估算，依照《臺灣治績誌》論述，「各戰場遺留的屍體在七、八千人以上」；因此乙未戰事陣亡的兵士，至少有14,000人。

## 甲午乙未戰爭餘波：澎湖之役
1894年7月25日（甲午年）～1895年4月17日（乙未年），清廷與日本因朝鮮宗主權之爭爆發甲午戰爭，短短幾個月內，日本帝國擊敗了清朝的北洋艦隊，清朝露出敗象乃與日本積極謀和，日本首相伊藤博文與其轄下日本內閣早已研議，不論是戰還是和，都要以拿取遼東半島與臺灣作為此戰爭的成果。
1895年3月15日，以鹿兒島縣（舊薩摩藩）為主的日本軍隊，約4,000名陸軍正規軍所組成的5,500名遠征軍，從長崎佐世保港秘密出港，1895年3月23日清晨，日軍艦隊向澎湖群島良文社的裡正角海岸發動砲轟，午後2:30分順利登陸，迅速奪取良文社、尖山社，並於日落前擊潰太武山的守軍，太武社也告陷落。3月24日，日軍以不到兩天的時間擊潰澎湖本島清軍的反擊，從媽宮城（今馬公市）的東門「朝陽門」進城，正式終結清帝國對澎湖群島的統治。澎湖一役，日軍死傷雖少，卻有約1,700名士兵罹患霍亂，死亡人數號稱1,000名。
另一方面，駐澎湖清兵人數有步兵12營，砲兵2營，海軍1營，因為裝備老舊與甲午戰爭失利帶來的士氣低迷，並沒有多少抵抗。期間駐澎湖廳最高主管，臺南府糧捕海防通判陳步梯於戰役發起不久後，也逃往大陸。
3月26日，已經拿到臺灣海峽戰略位置，確定可輕易拿取臺灣的日本，在日本馬關接受清朝的和議條件。

## 戰爭過程
1895年4月17日，清廷代表李鴻章在日本馬關與日本簽訂馬關條約議和，其一條件為割讓臺灣與澎湖。清廷雖然知悉臺灣反應強烈，但已決心割台，不再議約。5月19日清廷聲明將履行割台條約，派李經方赴台辦理「交割」事宜，隔日（5月20日）並下詔要唐景崧立即進京陛見，所有文武官員內渡。
5月10日，鹿兒島出身的日本海軍中將樺山資紀被擢昇為大將，並受命為首任臺灣總督，5月24日，樺山資紀自廣島宇品港啟程，乘橫濱丸前往臺灣。6月2日與清廷李經方處理「交接臺灣」事宜。從伊藤博文親擬的《該島接收事宜》訓令信件顯示，日本的原本接收臺灣態度為：令清廷兵員儘速離台並於撤離之前全數繳械，並要求清廷官員和平移交公務文件。不過於啟程前的5月21日，樺山得知部分臺灣官民積極備戰後，心知和平接收臺灣已不可能，於是隨即派常備艦隊赴沖繩監視臺灣敵情。另一方面，他更指派駐於奉天旅大預備攻擊北京的近衛師團，轉進臺灣。
在此之前，得知澎湖被佔領消息的臺灣士紳已人心惶惶，在得知被「勒佔領土」消息之後，部分臺灣官員與一些臺灣士紳共同合作，於5月25日成立「臺灣民主國」，年號「永清」，原清廷派駐臺灣的巡撫唐景崧被推為臺灣民主國的總統。唐景崧就任後，下令原本官吏三日內決定內渡與否，顧肇熙、楊岐珍等官員紛紛求去。之後唐任命劉永福為臺灣民主國大將軍，改布政使司為「臺灣承宣布政總理內務衙門」，以俞明震為「臺灣承宣布政總理內務衙門」督辦，李秉瑞為「臺灣軍務衙門」督辦，陳季同為「臺灣總理各國事務衙門」督辦。又任命姚文棟為遊說使，赴北京，丘逢甲為副總統與義勇統領。

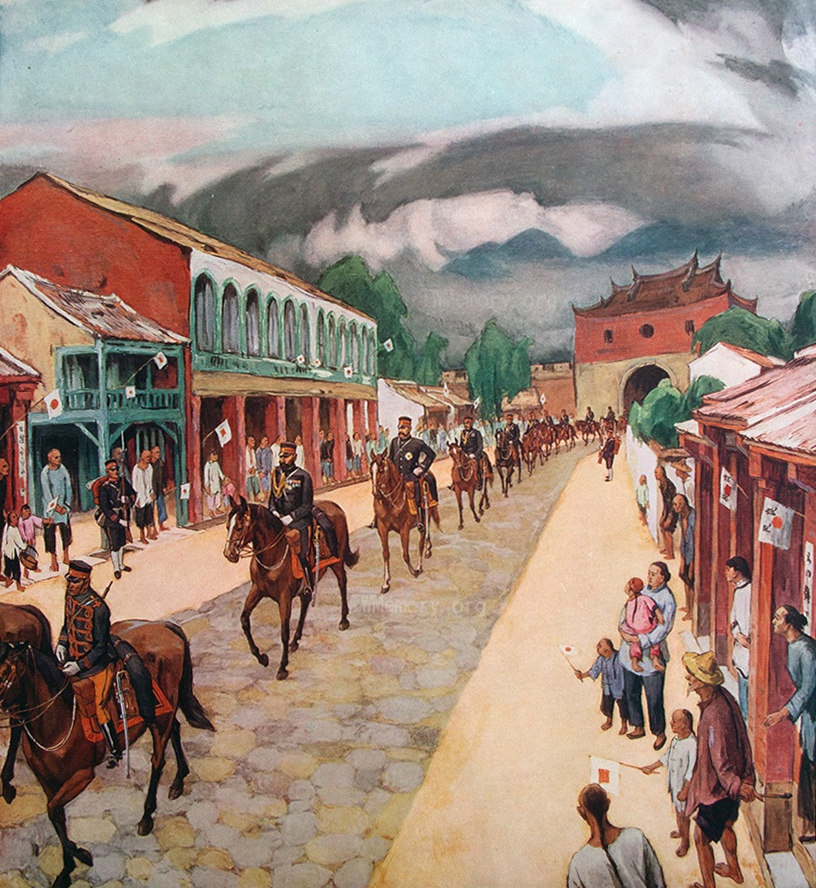
日軍進入台北城想像圖，日本畫家石川寅治繪

戰爭初始，5月29日日軍登陸澳底，6月7日進入台北，日軍從登陸至佔領首府台北城僅花十日，之後卻遭到台民頑抗，戰事之發展對於具有武力優勢及擁有正規軍之日軍而言則出乎意料之外。有些臺灣人如台北城辜顯榮選擇和日軍合作，或幫日軍開路（例如：台北李春生因所居台北城動盪混亂引日軍入城；頭份鎮林建庸守備向日軍獻出新竹城，幫日軍開路攻打彰化市）清除臺灣反抗力量。另一方面不少地方仕紳如客家烈士吳湯興選擇和日軍作戰。
10月21日，日軍和平進入台南，10月23日日軍控制全臺灣，戰事持續總時間約5個月。惟直至同年11月18日，臺灣總督樺山資紀向京都大本營報告：「全島悉予平定」之後，臺灣各地方的武裝小衝突仍此起彼落，與日後長達21年的武裝抗日起義運動。

### 兵力構成

#### 臺灣民主國
- 有訓練的清朝正規軍：接受綠營的正式訓練，不少部隊曾有大規模戰爭經驗（如銘字營打過西仔反戰役，黑旗軍打過中法戰爭等），如廣勇、黑旗軍、新楚軍、滬軍、淮軍等等。
- 有訓練的台灣民主國正規軍：原太平軍，曾有大規模戰爭經驗，如仁字營、義字營、禮字營、智字營、誠字營[24]、信字營等番號。
- 有作戰經驗的台勇（清朝正規軍）：為地方武裝，閩客二族群皆有，主要以霧峰林家為主，曾與臺灣原住民及赴中國大陸參與對太平天國作戰的經驗，如隘勇營、棟字營等番號。
- 未訓練的台勇（台灣民主國正規軍）：戰前由台灣民主國招募的武裝勢力，如籌防營、防營、團練營等番號。
- 有民主國番號的義軍：開戰後由民間自行組成的武裝勢力，閩客二族群皆有，後被納入台灣民主國的戰鬥指揮體系，如七星軍（和七星隊不同）、新苗軍、敢字營等番號。
- 無民主國番號的義軍：民間自行組成的武裝勢力，含鄉里傳統的保甲聯防，閩客二族群皆有，沒有受到民主國的支持或指揮，如十八堡軍、六堆軍、各地民防團練、私人武力等。這也是乙未戰爭中多數參與抗日的軍隊。

國旗藍地黃虎旗
國璽「民主國之寶印」
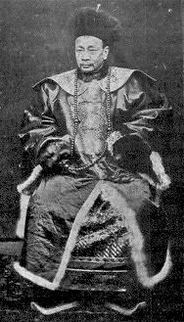
民主國第一共和大總統唐景崧
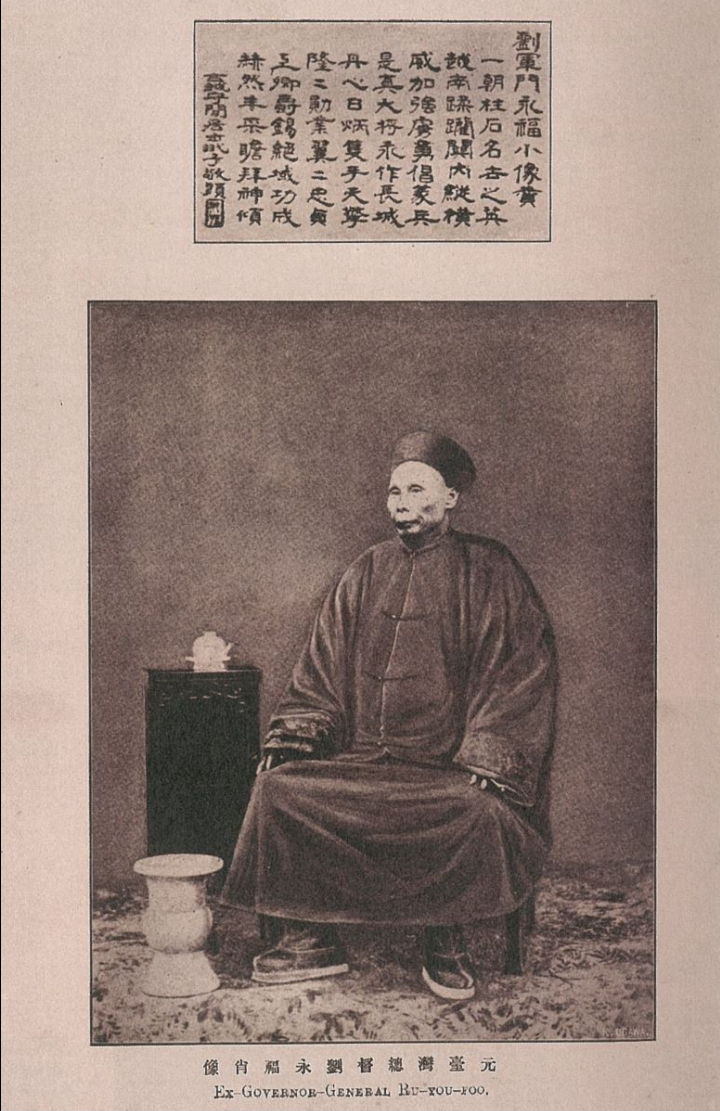
民主國第二共和大總統劉永福
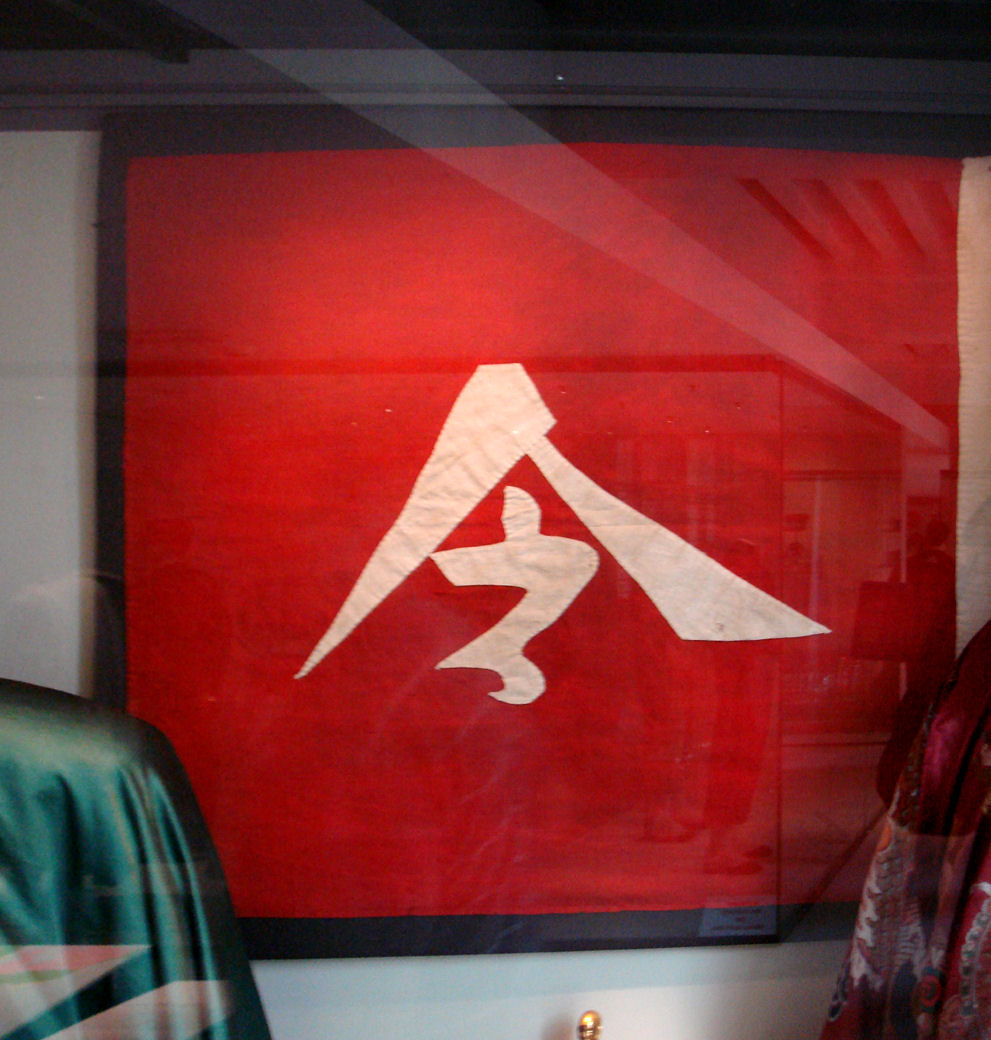
現存巴黎軍隊博物館的黑旗軍令旗

#### 大日本帝國
- 臺灣總督府與直屬部隊：編制官兵6,722名，另有傭役軍夫5,636名。
- 近衛師團：編制官兵14,569名，另有傭役軍夫700名，能久親王率領，從基隆南下進兵。
- 第二師團：編制官兵9,862名，乃木希典中將率領，從枋寮登陸，北上進兵。
- 混成第四旅團：編制官兵6,701名，另有傭役軍夫5,888名，貞愛親王率領，從澎湖出發，嘉義布袋登陸，南下進兵。[25]
- 混成第七旅團：編制官兵2,711名，另有傭役軍夫1,145名。
- 混成支隊：編制官兵2,897名，另有傭役軍夫2,474名，由比志島義輝少將率領，攻打澎湖，後分守宜蘭。
- 臺灣兵站部：編制官兵6,404名，另有傭役軍夫10,944名。
- 合計：編制官兵49,866名，另有傭役軍夫26,787名。[26]

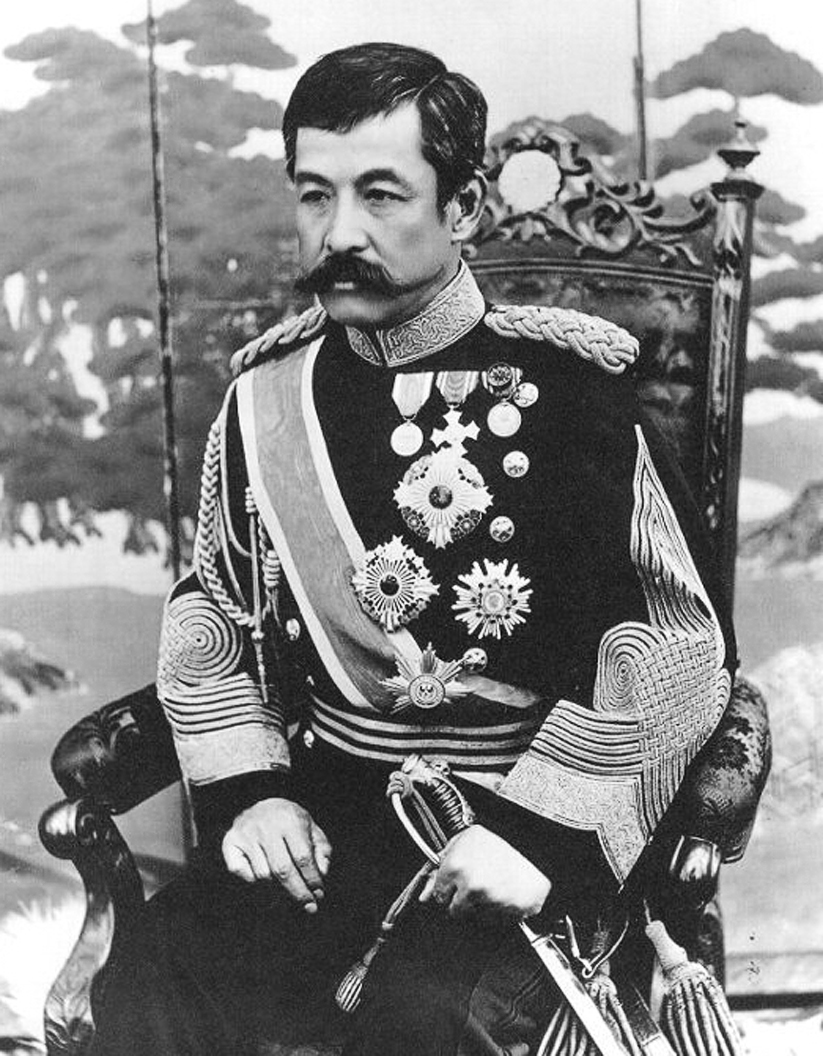
北白川宮能久親王
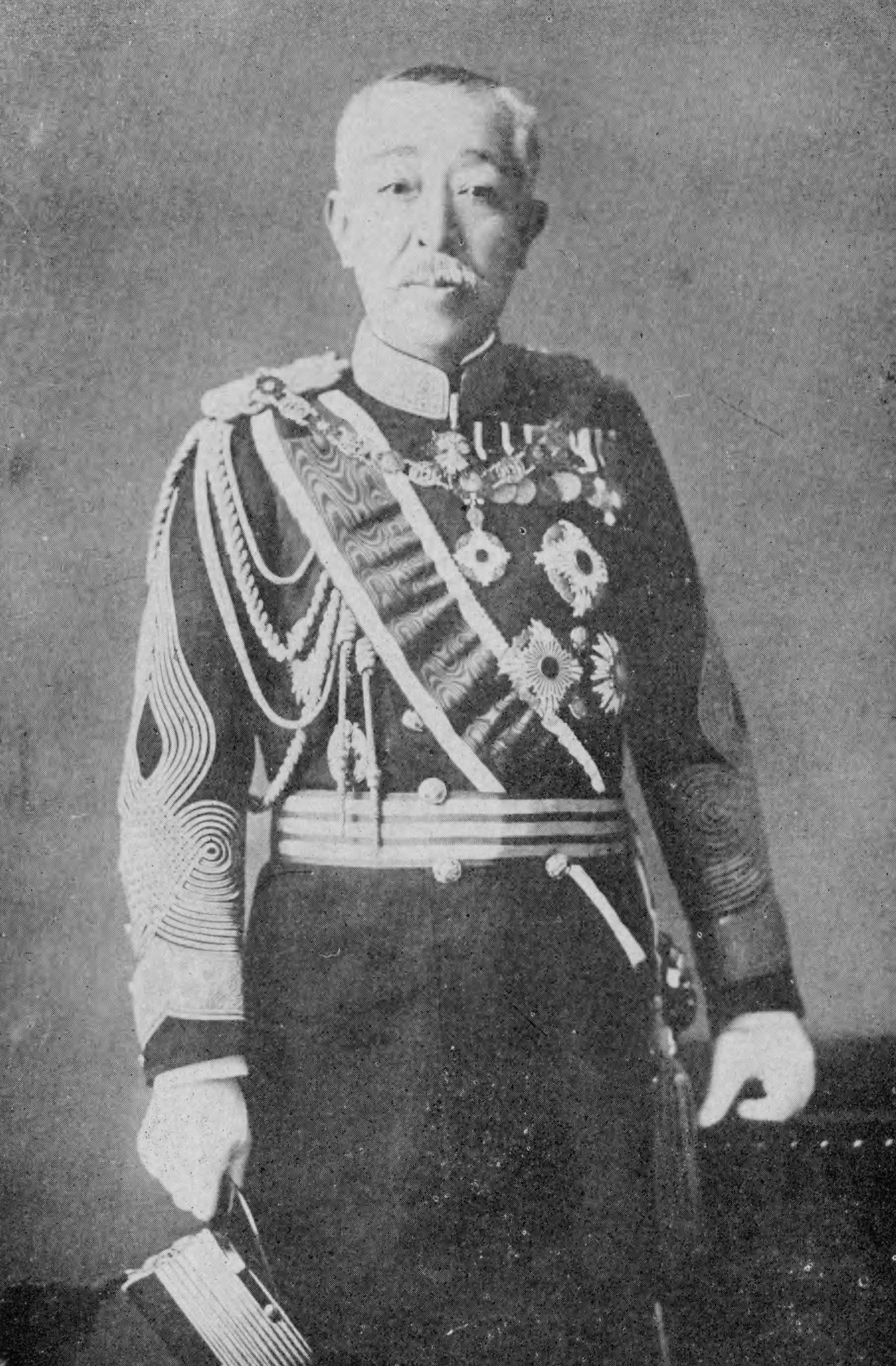
伏見宮貞愛親王
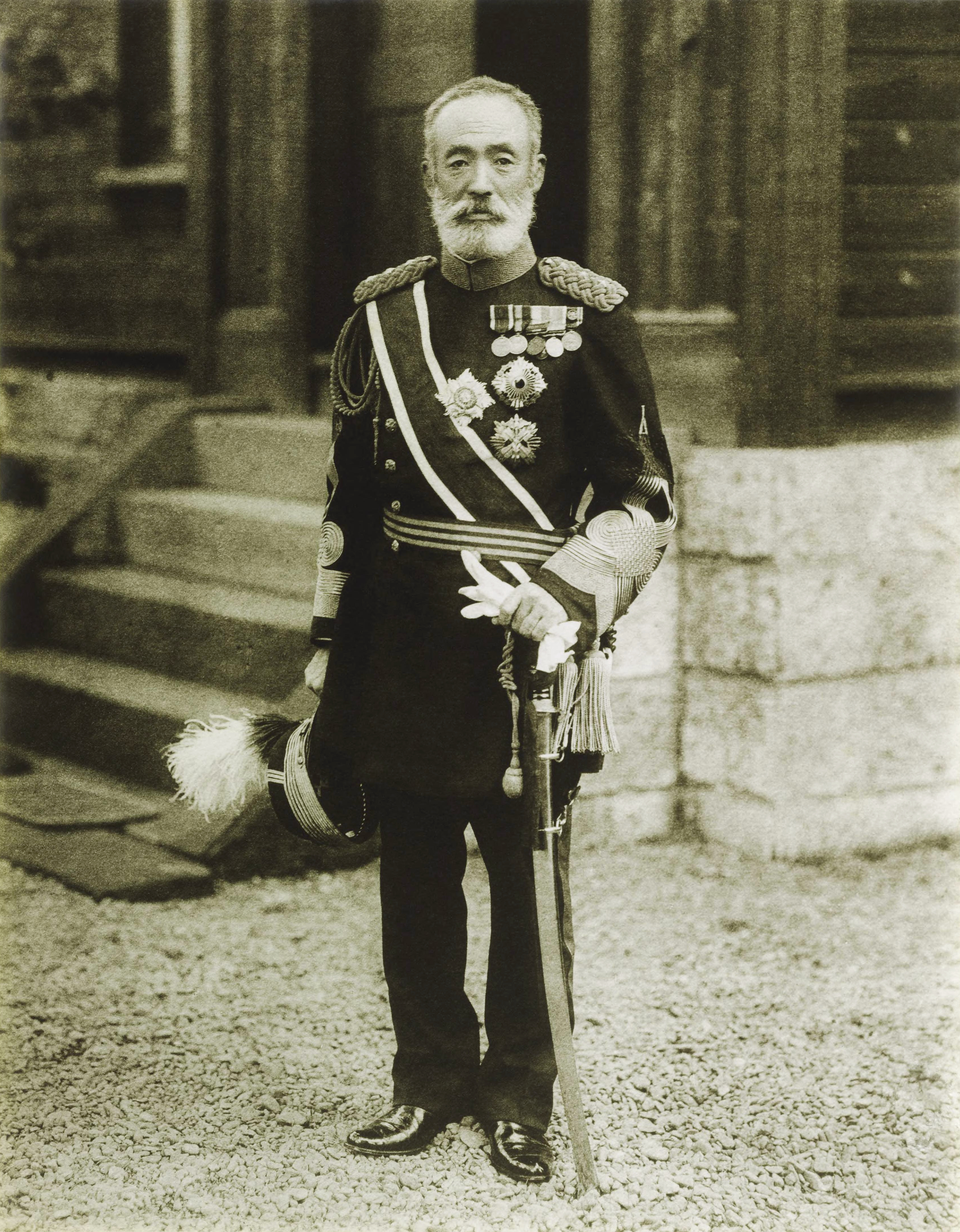
乃木希典
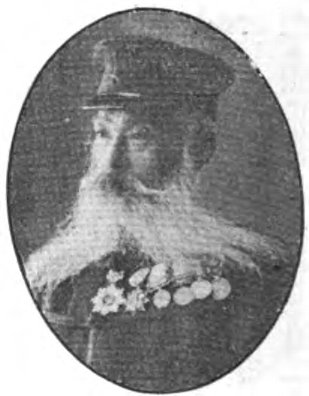
比志島義輝

### 戰爭第一階段

#### 日軍攻占基隆外圍

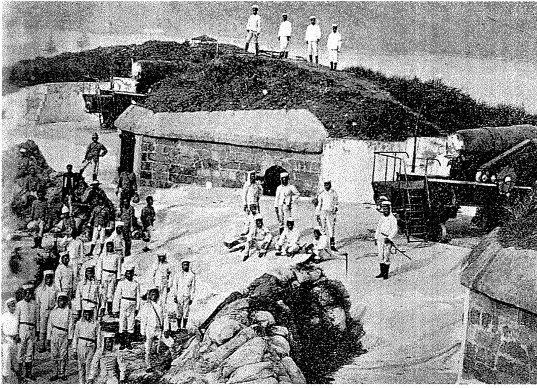
1895年6月，日軍攻下基隆社寮砲台。

近衛師團是日本天皇親衛軍，團長是北白川宮能久親王。近衛軍團其中的7,000餘名兵力在5月27日與樺山總督於沖繩會合。
5月29日，登陸澳底（今新北市貢寮區境內），澳底守軍約1,000人（守將曾喜照）尚未見到日軍就自行潰散。5月30日，日軍攻三貂嶺，守軍約300至500人（守將徐邦德）也一樣尚未見到日軍就潰散。日軍迅速攻占三貂嶺。隔日十五時，日軍攻抵小粗坑，義軍吳國華出兵拒戰。
6月1日逼近九份，義軍苦戰數小時後失守。6月1日17時，義軍與日軍交戰於瑞芳，激戰3天後義軍不敵，喜燕退往庚子寮，其餘義軍往龍潭堵方向撤退，瑞芳為日軍所占。
6月3日，日軍分三路向基隆推進，常備艦隊砲擊基隆，8時攻庚子寮，日軍前衛兵越龍潭堵，十時義軍及撤往基隆，13時，日軍攻下八尺門，義軍往沙元庄撤退。14時，沙元庄、白米甕、港東砲臺、港西砲臺皆淪陷，義軍撤往獅球嶺。15時，日軍進攻獅球嶺。粵勇、民兵雙方內訌，18時，已攻取基隆制高點獅球嶺砲台，臺北門戶大開。

#### 李文魁之亂

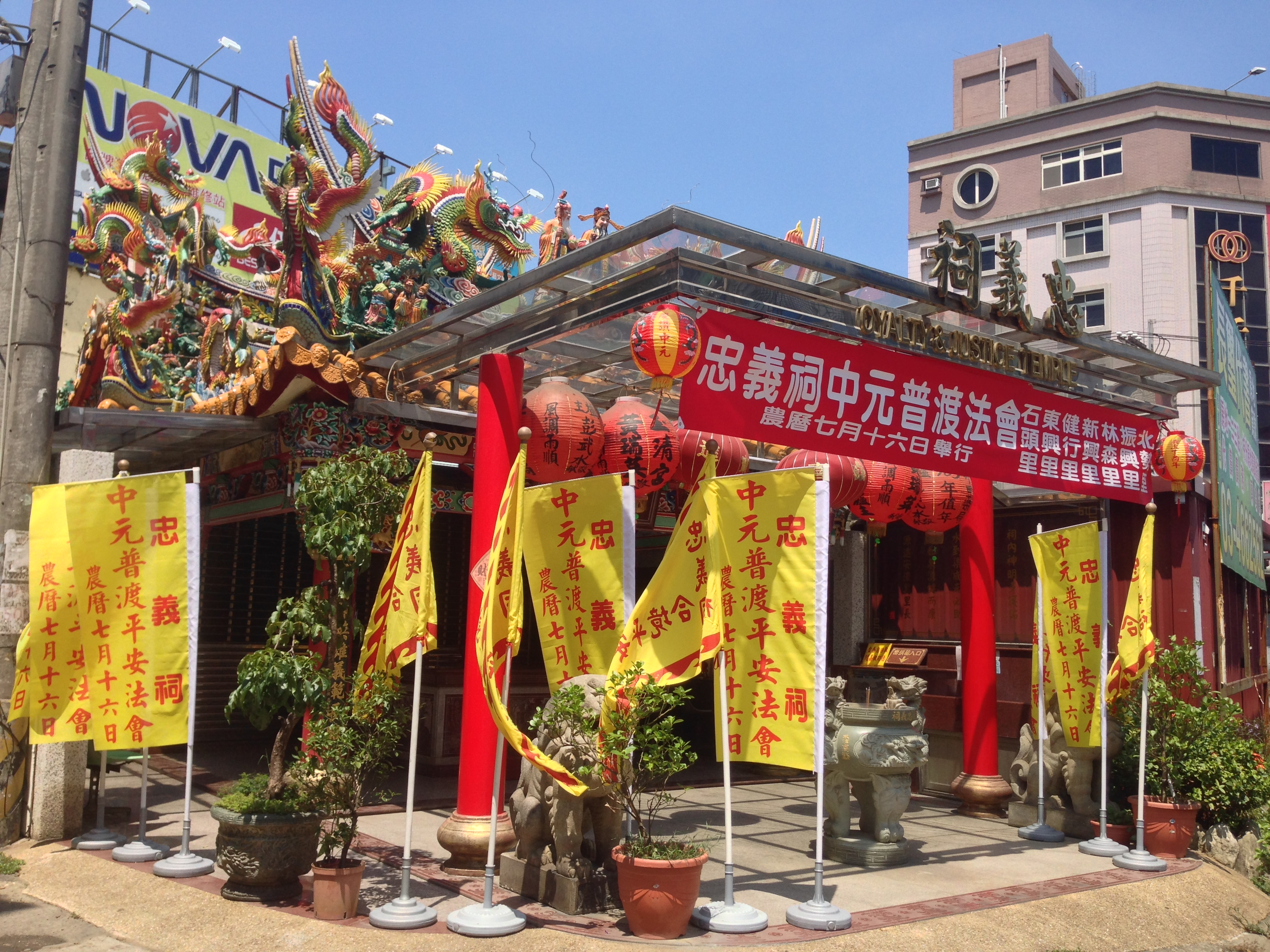
中壢忠義祠

5月31日，台北城內發生李文魁之亂，李文魁（魁或作奎）原是直隸游匪，跟隨淮軍來台。文魁殺害副將方良元，入庫索取軍餉，唐景崧見勢兇猛，揮令恣意取之。6月4日，台北城內粵勇焚毀撫署叛變。

#### 台北開城迎日軍
6月3日，日軍已佔領獅球嶺，守護台北城的主力軍，新募的二十營李文魁部，訓練倉促不足，裝備亦差，在基隆防衛戰中不戰自潰，退入台北城。台北士紳白其祥、李春生、李秉鈞、吳文秀、吳聯元等在6月6日共推鹿港籍商人辜顯榮及各洋行英商多莫孫（Thomson）、德商澳利（Ohly）及美國新聞記者大衛森（Davidson）赴水返腳引領日軍，以恢復秩序之名，進入台北城。
6月7日，日軍和平進入台北城。

#### 唐景崧逃亡
6月2日，清廷全權代表李經方與臺灣總督樺山資紀在日艦橫濱號在海上完成臺灣交接。6月3日，基隆同知方祖蔭請唐景崧駐八堵，唐不從並使黃瑞德率護衛營協防。
6月6日，臺灣民主國總統唐景崧逃至滬尾（淡水）的德商得忌利士洋行（Douglas Lapraik & Co），並喬裝成老婦，與陳季同乘德國籍運煤輪船鴨打號（Arthur）棄職逃亡至廈門；其母親也在後來的慌亂中據聞遭搶並下落不明。

#### 第一階段尾聲
5月29日至6月18日止，此戰爭的兩方正規軍交戰告一段落。此階段，清兵及臺灣民主國轄下兵勇等，共約3,000名餘名正規軍參與戰役，戰死者不下200人。日軍因為裝備新穎，實際傷亡並不多，其中，實際參加戰役的4,000餘名近衛軍團中，死亡大約只有7名，受傷者25名。不過這段時間，因為日軍水土不服，罹患霍亂瘧疾死亡者，遠比這陣亡的這數字還要多。

### 戰爭第二階段

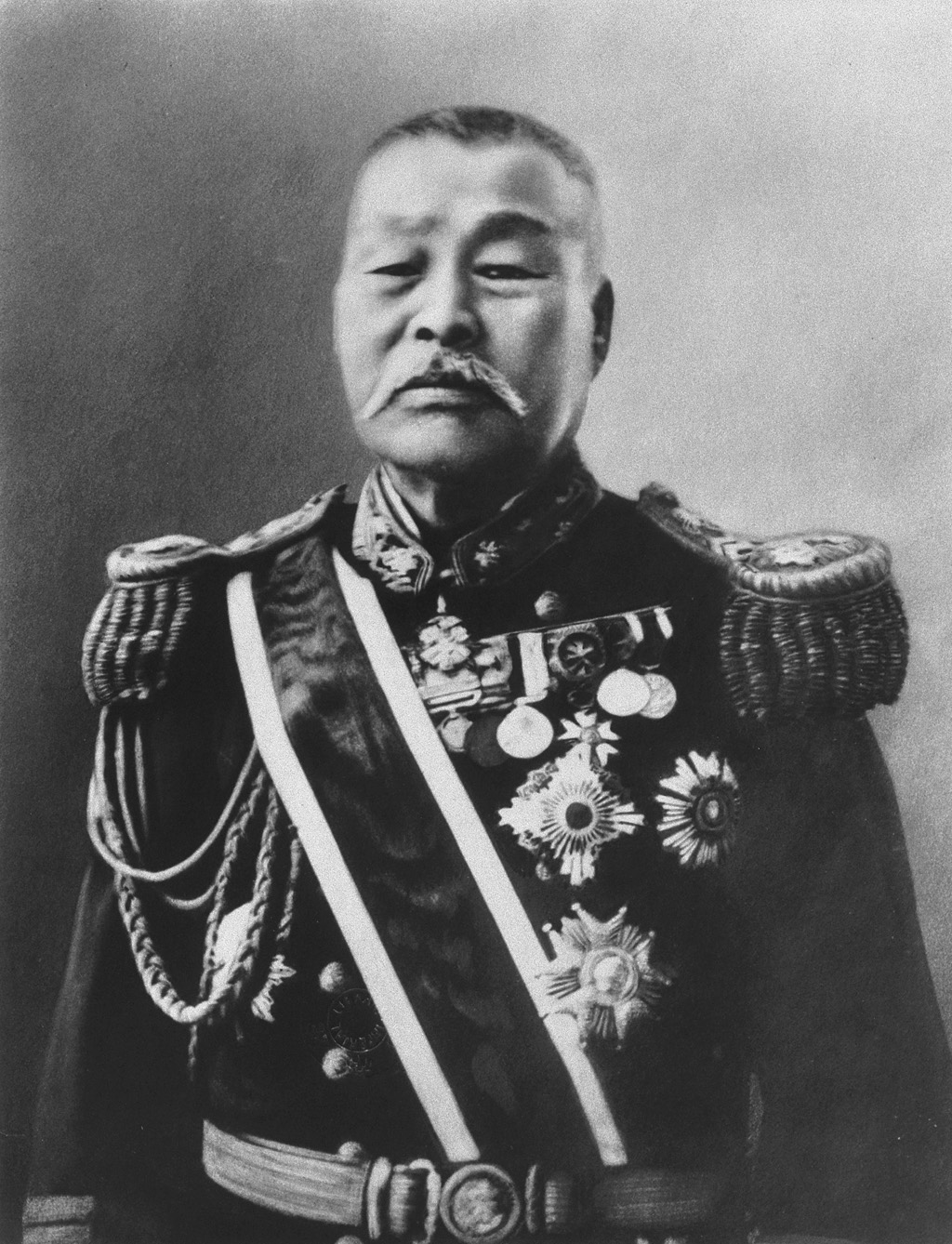
任命為第一任臺灣總督的樺山資紀

6月14日，臺灣總督樺山資紀自基隆乘火車入台北大稻埕（但事實上鐵路因戰亂已近不堪使用，行駛數里後即遣夫在後推行）。6月17日，樺山總督於台北城內原「臺灣布政使司衙門」（欽差行臺）的總督府舉行臺灣「始政式」。6月19日近衛師團派出擁有數千名的「混成支隊」南下進攻桃園、新竹，本以為會如之前平穩順利，卻意外遭到北臺灣客家人的游擊式的反抗。
6月24日至26日，李秉瑞與吳湯興、胡嘉猷、绍祖、徐驤、傅德生、邱國霖、謝天德、黃南球為首的客籍義軍及民勇，首先在今平鎮、湖口、龍潭間伏擊日軍，獲得進展。但新竹城守備林建庸突然開城門投降日軍，新竹城失守。隨後於7月9日，並在新竹城外的制高點南十八尖山（今屬苗栗縣竹南鎮）與近衛師團展開激戰。因為兵力裝備懸殊，姜紹祖被俘後不願屈降服毒自盡（第一次北埔事件），義軍於7月23日退入苗整補。此時總兵李惟義及副將楊載雲已於苗栗竹南尖筆山部署新楚軍，掩護義軍撤退。

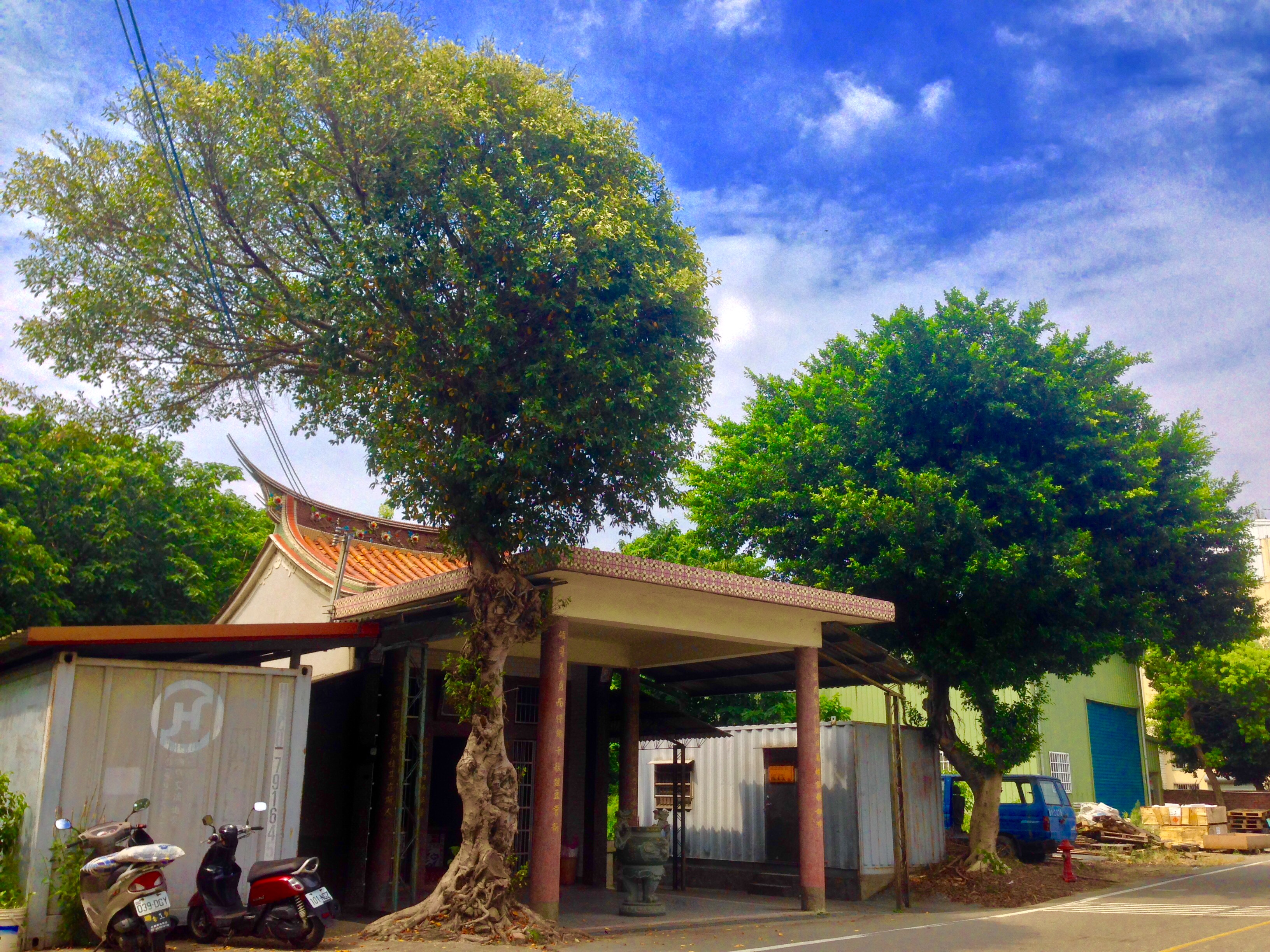
楊統領廟

6月26日，劉永福繼任臺灣民主國總統，為臺灣民主國第二任總統，僅自稱「幫辦」。全台防務仍由較資深的李惟義主辦。
這階段，臺灣民主國除了台籍客家人為最主要反擊力量之外，亦有以蘇力、蘇俊、林久遠、陳小埤為主的三角湧閩南族群民勇，他們主要戰場，乃是在台北附近對日軍的後勤與軍伕部隊展開一連串襲擊。
7月13日清晨五時許，日軍近衛師團特務曹長櫻井茂夫率領之運糧船隊共35名，在三角湧隆恩埔附近遭到三角湧閩南族群「義勇軍」的奇襲，經數小時激戰後，日軍幾乎全軍覆沒，僅4人倖免脫逃，史稱隆恩埔戰役。
同日清晨七時許，日軍坊城後章少佐率軍894名士兵沿土地公坑溪谷欲前往大嵙崁（大溪）支援時，在分水崙附近遭到來自另一波伏擊。經兩晝夜血戰後，有四名日軍士兵化裝成乞丐逃出求援。7月16日，支隊本隊山根信成少將率援軍趕到解圍。此役日軍死傷數百人，而義勇軍僅傷亡數十人，史稱分水崙戰役。同時，部份義軍士兵假意降日，甘願為其運糧。造成日軍痢疾病情不斷、死傷慘重，日軍軍醫以其專業判斷稱之為霍亂。

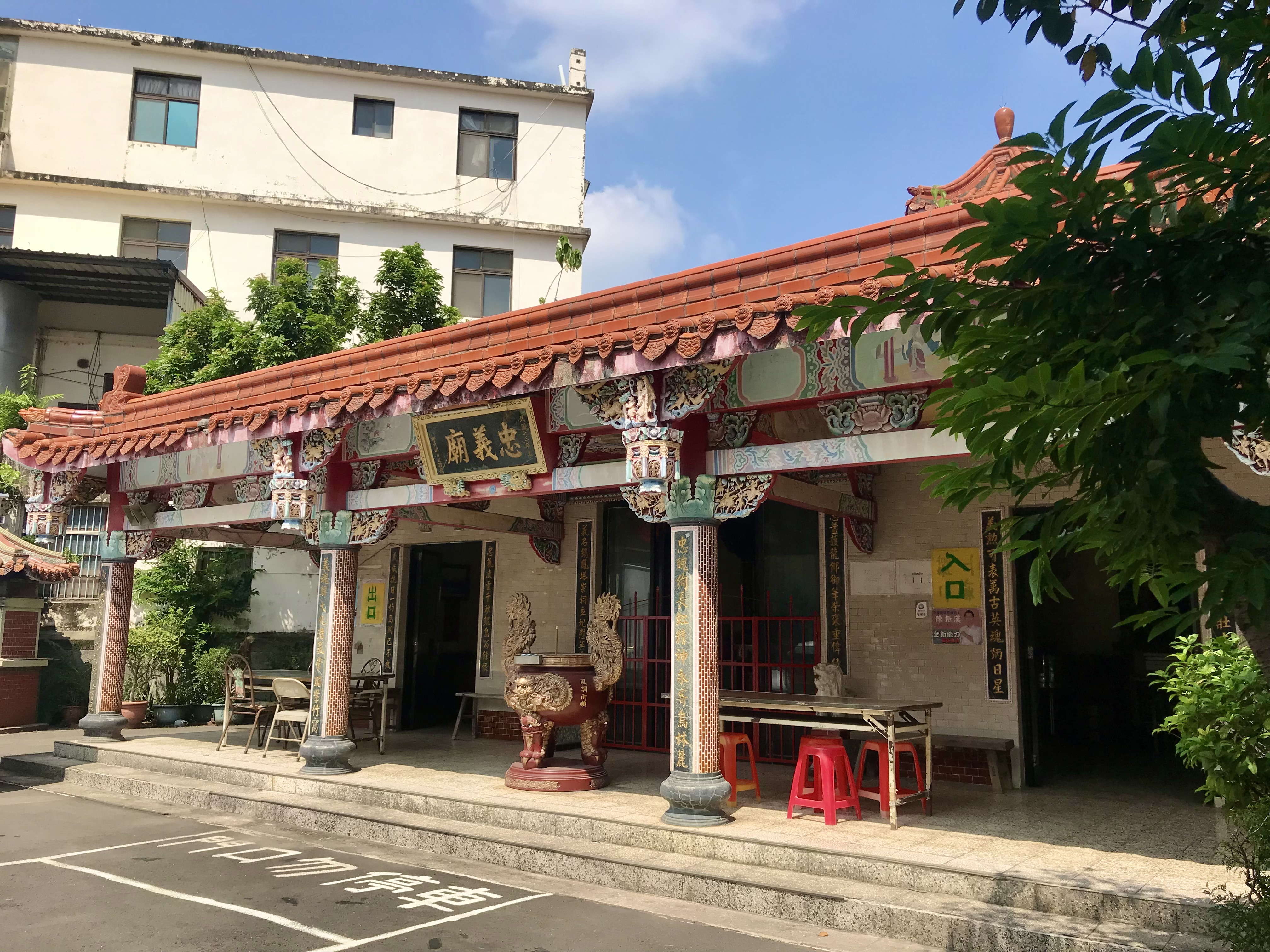
七十三公廟

受到這些反抗及兵民難辨的影響，日軍於7月下旬在降將林建庸帶領下開始在桃園，中壢，甚至大漢溪流域，自台北至新竹間實施所謂無差別掃蕩式的焚村與殺害閩南及客家平民事件。導致40萬平民流離失所，或死亡。
8月6日晨，日軍向樹杞東街（竹東）推進至水尾莊，同時，伊崎少佐率隊攻廣付坑，遇傅德星領軍對抗，傅部敗遂散。隔日，陳澄波據水仙嶺抵禦，陳部仍敗。八時日軍分左右兩翼指向枕頭山與雞卵面。
8月8日，常備艦隊自尖筆山近海砲擊尖筆山及頭份街，日軍左右翼分別入雞卵面、枕頭山，枕頭山由徐驤率隊抵抗，但不支遂潰敗。雞卵面由吳湯興防守，義軍不敵向筆尖山撤退。隔日，日軍攻入頭份街，總兵李惟義及副將楊載雲出兵抗敵，日軍砲火猛烈，李惟義撤出，楊載雲中彈戰死，是時，日軍向尖筆山出兵，徐驤寡不敵眾，退往苗栗，日軍攻佔尖筆山。
8月13日，近衛師團由北白川宮能久親王親自領軍分三路，進攻苗栗，吳彭年率屯兵營、旱雷營、七星隊防守苗栗並據西山莊高地。十時，日軍進入後壟（今後龍）。該師團於8月14日進佔苗栗，知縣李烇於大安港內渡。吳彭年、徐驤、吳湯興退守牛罵頭（清水）。

#### 平埔族新港社迎接日軍
8月9日日軍抵達中港（今竹南鎮）時，道卡斯族後壠社群新港東社(今後龍鎮新港)以及新港西社（今後龍鎮西社）因連日遭受「山賊」、「義民」、「土匪」圍攻欺侮，由頭目劉承恩等4人代表前往邀請日軍。10日日軍抵達新港，隔日由族人引導擊退新港附近及南方二張犁庄的「賊兵」，「賊兵」死傷四人，敗走苗栗。13日，再度引導日軍大隊數千人經新港前往後壠(今後龍鎮)，與「賊兵」對峙，至下午三點，「賊兵」大敗逃走。14日，日軍大隊與新港社100餘人進入苗栗以及銅鑼灣。當日下午，近衛師團數千人駐紮在新港社。之後八天族人陪同軍隊搜索附近各村落武器，並動員13庄500餘人幫忙搬運白米。

#### 台中戰事

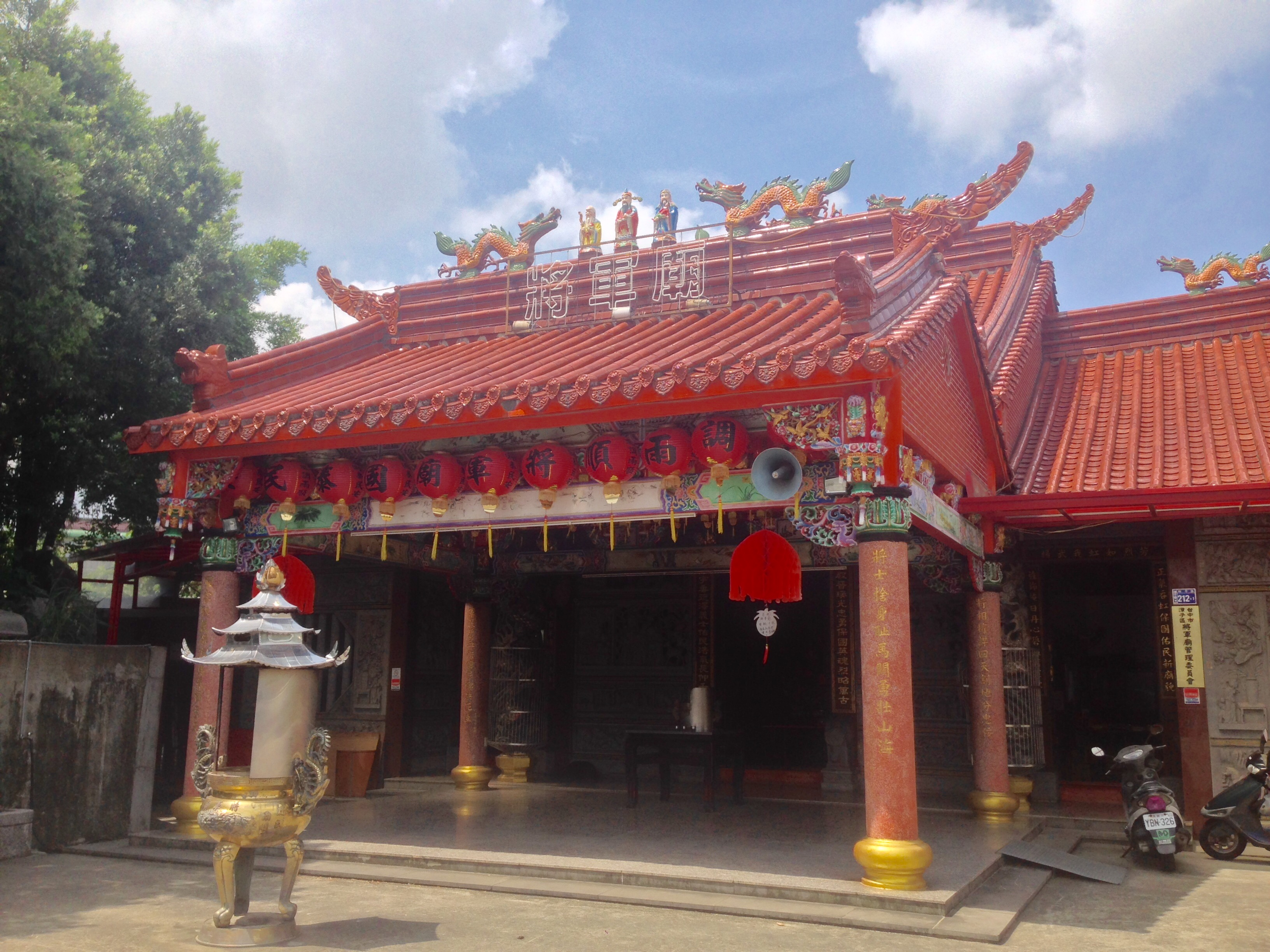
潭子將軍廟

日軍攻陷苗栗後即繼續南下，台中地方防務原應由候補道楊汝冀、林朝棟負責，唯二人已內渡，遂由臺灣知府黎景嵩節制，以新楚軍與當地民勇為主要作戰單位。七月初二（8月21日），渡過大甲溪，日軍攻陷大甲，24日日軍左縱隊攻抵葫蘆墩（今豐原），25日右縱隊經牛罵頭（清水）抵達大肚溪河岸，遭到徐驤與李邦華伏擊，吳湯興亦相助，日軍退敗。是日，新楚軍副將陳尚志與東堡莊的族長莊豪、林大春、賴寬豫以國姓會為名義，集合林家賴家子弟1,000多人，編成義軍，在溝倍莊跟日軍左縱隊戰鬥。其中有位年輕子弟林傳，從小就喜歡玩槍，槍法出神入化，在日軍攻莊時擔任狙擊，藏在樹上以側面牽制，共計打倒20多名日軍。後吳彭年調彰化知縣羅樹勛增援，日軍撤退。但隔日東堡的國姓會終於抵擋不住日軍，包括林傳在內的幹部陣亡，處於戰地的兩莊都被日軍放火焚燒，同日於李家莊義軍擊退右縱隊。27日日軍左縱隊占領台中，當日午後日軍進入烏日。

#### 八卦山會戰

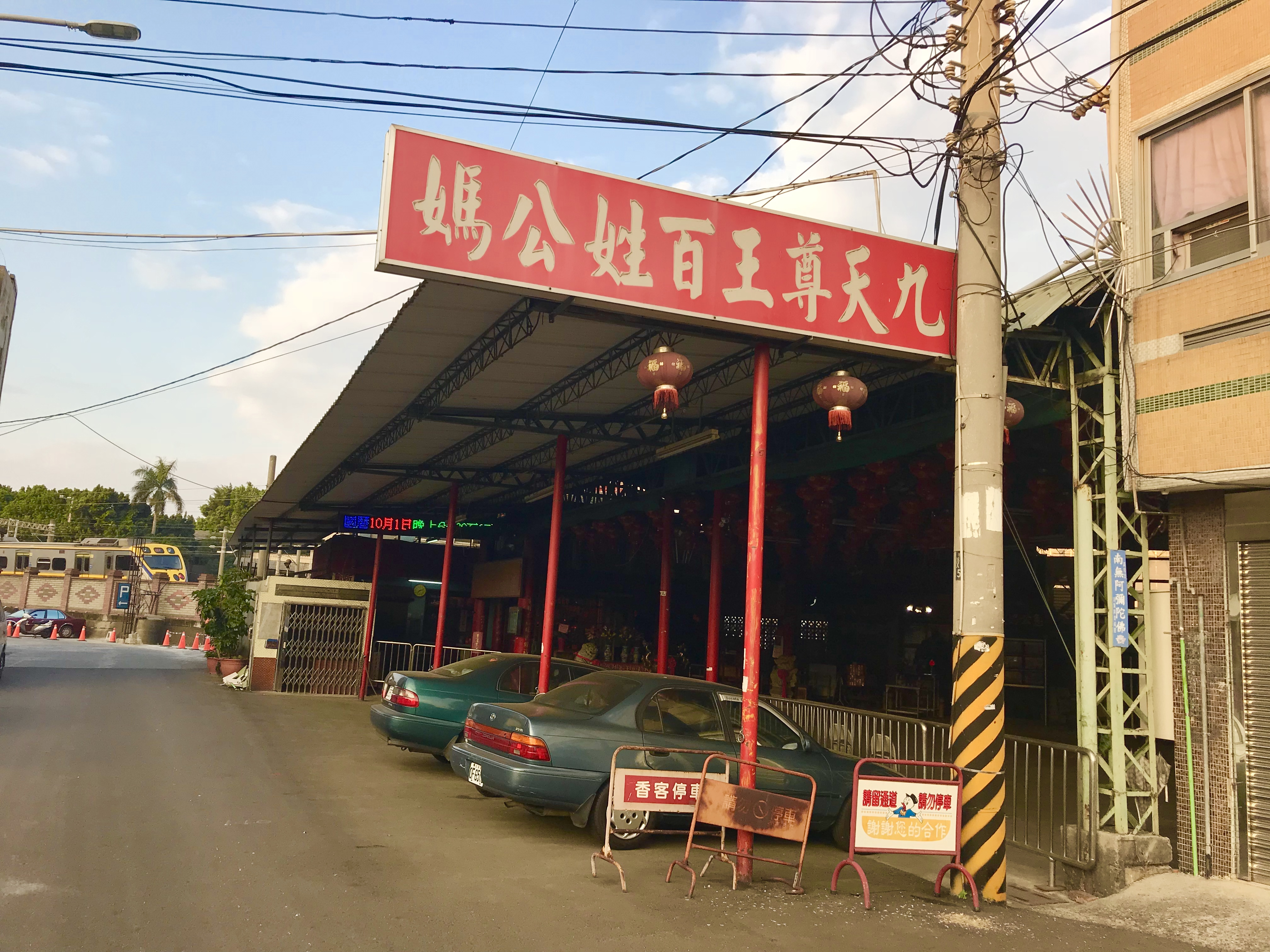
西門百姓公廟

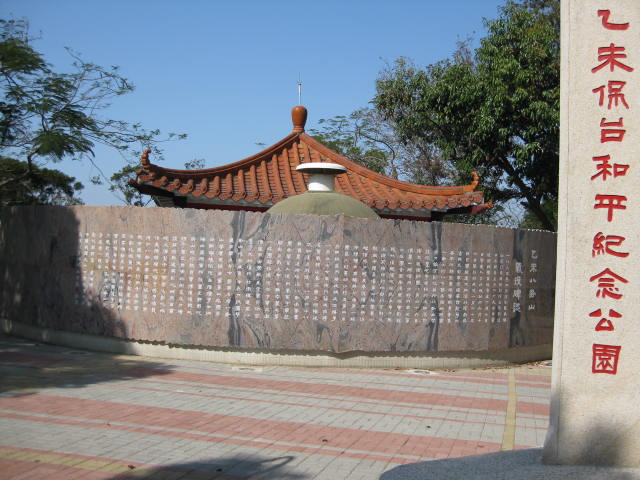
乙未保台和平紀念公園

當時戍守彰化城的為臺灣知府黎景嵩。同時，軍務大臣李秉瑞、總兵李惟義、大統領吳湯興、徐驤等人率「義軍」南下，與吳彭年、嚴雲龍所率領的「黑旗軍」會合，黑旗軍與裝備購自美商洋行溫徹斯特步槍（Winchester Rifle），騎兵用可裝彈10發共150隻，購自德商洋行毛瑟1871型步槍（Mauser Rifle），可裝彈5發共200多隻，長管左輪手槍（Revolver）一批，原有燧發槍（flintlock）一批，組成500多人快槍隊的義軍，及擄獲自近衛師團的明治十八年式村田單發步槍（11×60mm R），數千名南北聯軍合力鎮守彰化城。此外，有400名臺灣民主國官兵使用架設在彰化八卦山上的德國克魯伯鋼鐵公司（Krupp AG）的17公分口徑後膛砲，砲擊進駐於大肚溪對岸的近衛師團。
8月27日，日軍開始以山砲零星砲擊八卦山。於28日凌晨發動進攻，歷經八小時，28日上午十時日軍宣告勝利。這是乙未戰爭最大的正面會戰，此為八卦山之役。此戰役吳湯興、吳彭年、嚴雲龍皆力戰而殉國。

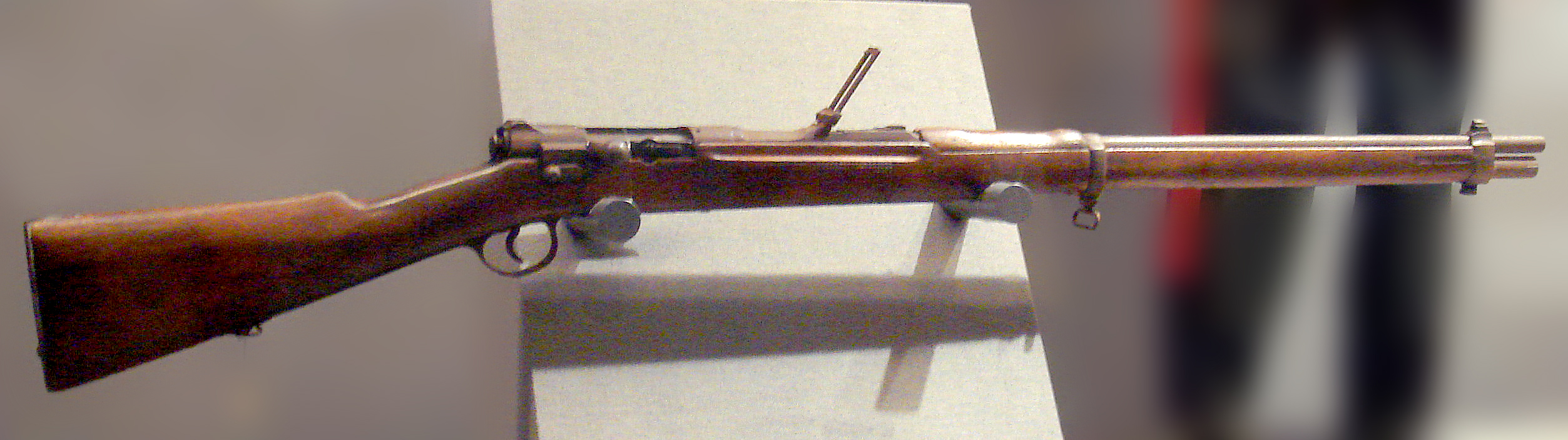
明治廿二年式 單發式 村田銃

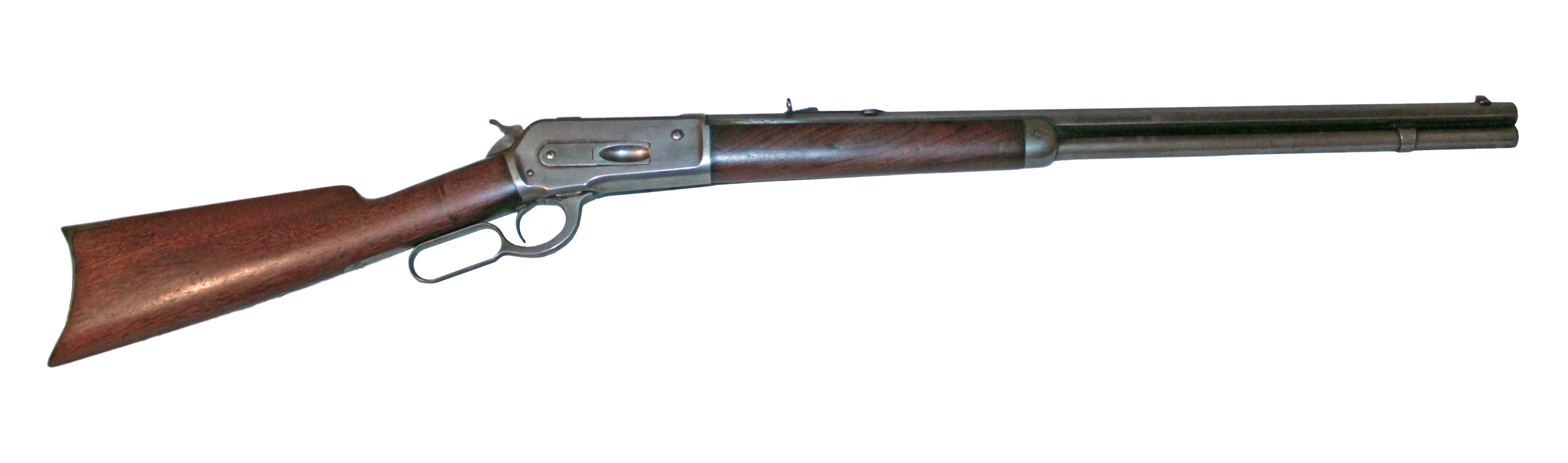
溫徹斯特連發步槍M1886型（Winchester Rifle M1886）

#### 他里霧及附近地區之役

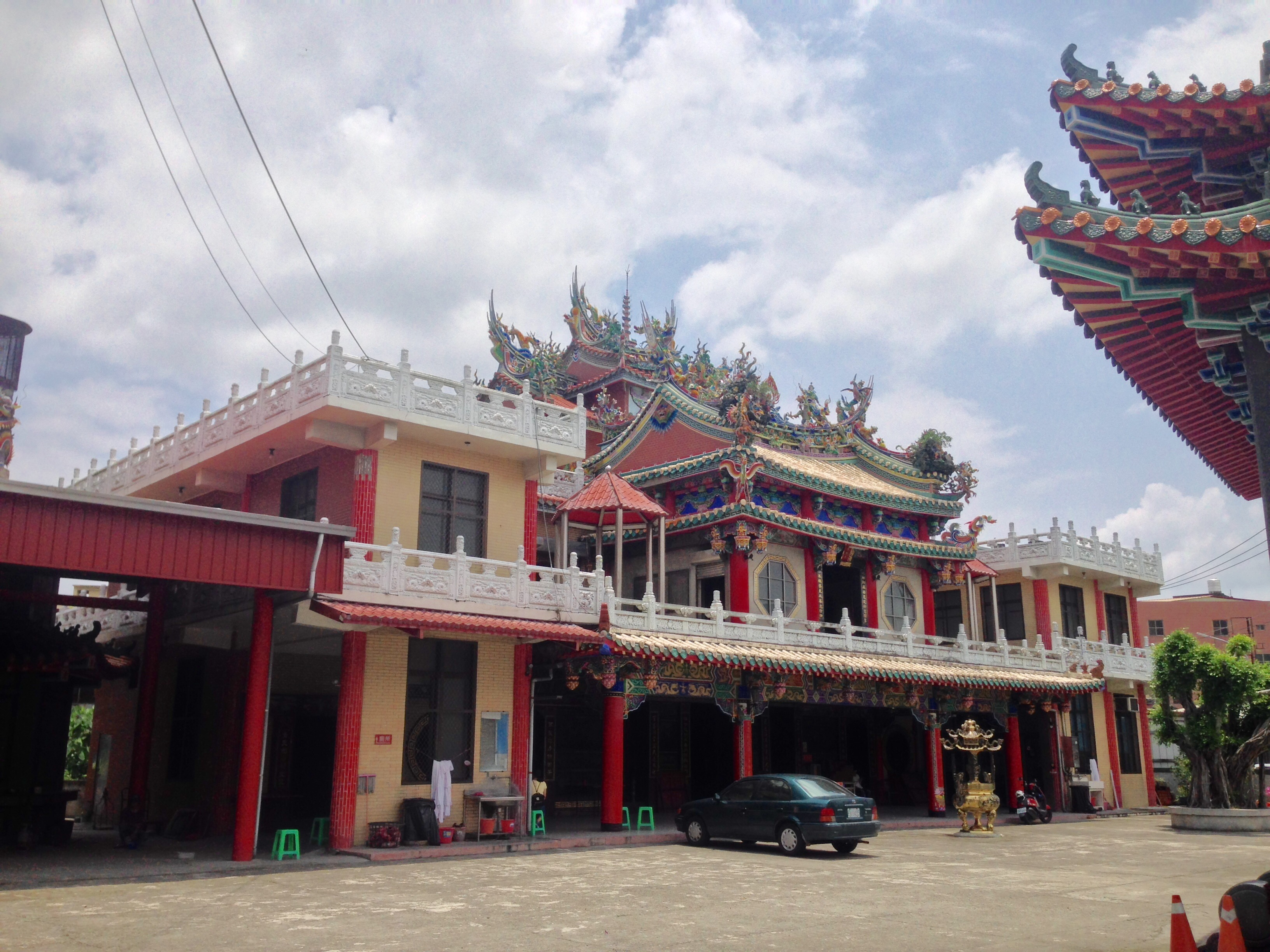
寒林寺

由於日軍中疾病猖獗，導致近衛師團在攻陷彰化後，南進暫時停止，但仍派澀谷中佐與千田少佐率步兵與騎兵向員林街以南搜索並於9月1日攻抵斗六與他里霧（今斗南），隔日日軍抵大蒲林街，於十四時遭到義軍副將楊洪泗與管帶朱乃昌率鎮海中軍與炮隊約4、500餘人伏擊，日軍向斗六方向撤退，於他里霧再次遭到義軍林義成、簡成功、簡精華約五百名義軍襲擊，日軍派部屬砲兵的援救部隊支援，並退回北斗。
9月4日（農曆7月16日）黑旗軍都司蕭三發率領後守備王德鏢、知縣孫育萬與簡精華收復雲林並圖反攻彰化，但火力懸殊遂無疾而終。
9月23日至25日黑旗軍與義軍再度反攻彰化城，但因缺乏重武器而無戰果，傷亡慘重。

### 戰爭第三階段

#### 日軍增援
因為瘴癘造成的死傷，加上臺灣民主國新任總統劉永福坐鎮台南及鳳山，日軍攻勢受阻，向大本營請求增援。8月20日，日本任命高島鞆之助中將為臺灣副總督，成立「南進軍司令部」。日軍增派伏見宮貞愛親王的混成第四旅團及陸軍中將乃木希典的第二師團分別計畫於府城以北三十公里的布袋嘴（今布袋），與府城以南三十公里的枋寮登陸，與原本的近衛師團配合，預定兵分三路進佔臺灣南部各城。
其中近衛師團從在濁水溪遭到簡義率領的民兵攻擊，混成第四旅團在布袋、鹽水遭到義勇軍的襲擊，攻佔鹽水後貞愛親王駐紮於鹽水八角樓。另外，乃木希典統率的第二師團於進攻南部據點打狗、鳳山、及佳冬巷戰中，遇到魏開、陳魚、鄭吉生等人所率領之民勇抗拒且造成百名兵士傷亡。

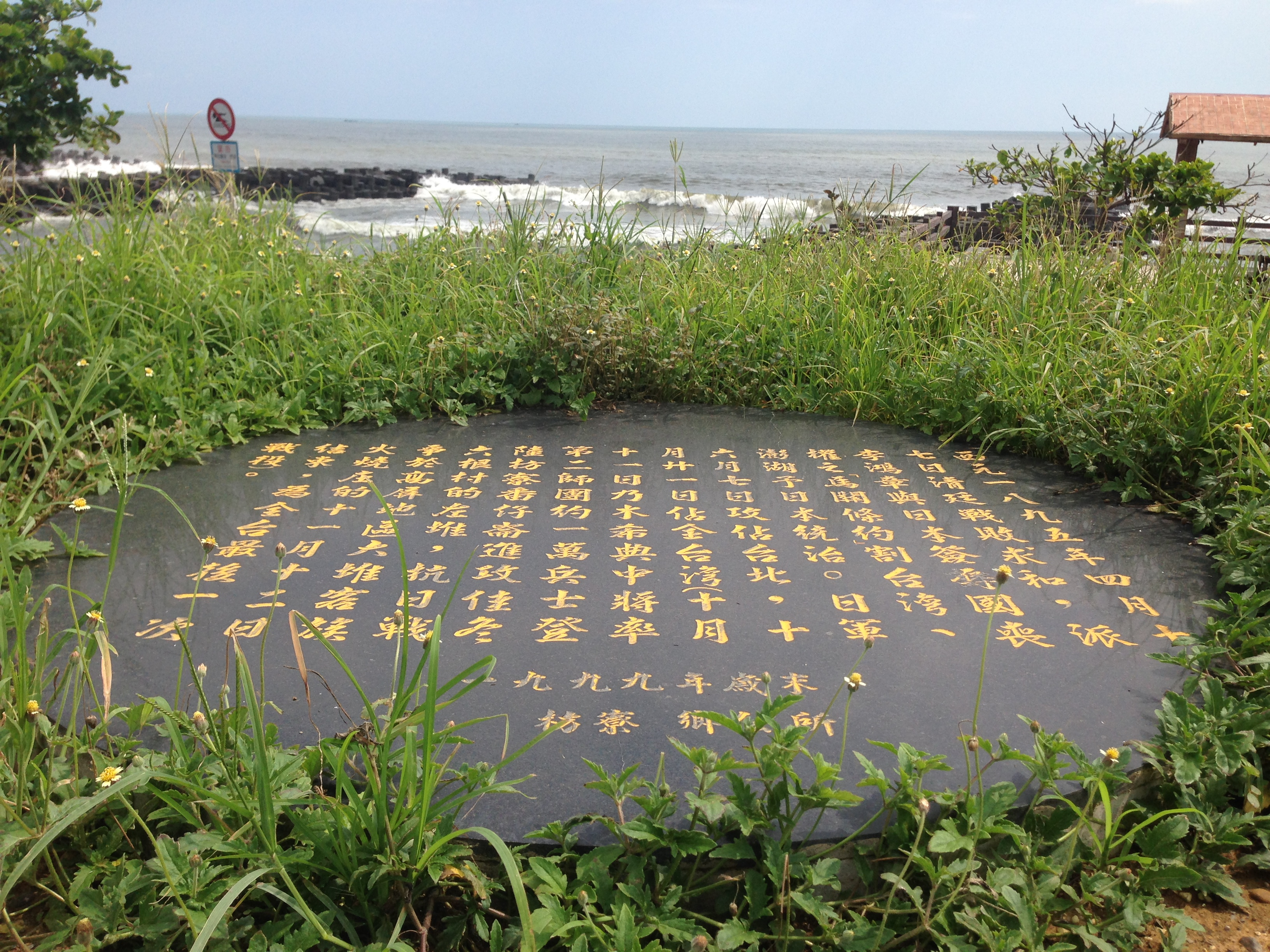
位在枋寮鄉大庄村番仔崙的乃木將軍登陸紀念公園圓形土堆石碑。

#### 雲林地區戰事
9月，日軍占領彰化全境，義軍撤往西螺溪以南並嚴加佈防，雲林佈防則由守備王得標率福字七星軍七營，守西螺溪南岸饒平厝庄一帶，都司蕭三發率翊安軍福字鎮海軍及台南防軍扼守斗六及土庫，蔡慶元率慶守營守北港，簡成功、簡精華、黃榮邦、廖三聘率民團協防大蒲林以北地區。
9月29日「南進軍司令部」發令南下進軍。9月30日，近衛師團能久親王下達「南征令」，目標嘉義。同日，日軍分三路分別自永靖、北斗、社頭向刺桐、西螺、饒平厝發動攻勢。
10月5日，日軍攻陷莿桐巷（今莿桐）。10月6日，日軍於西螺跟義軍廖三聘七崁廖琛交戰，屢攻不下，最後火攻西螺街，義軍撤退。
10月7日日軍繼續南進，進攻他里霧街（今斗南），擊敗黑旗軍王德標。右側支隊進攻土庫，受黑旗軍福字營吳玉山及義軍抵抗，屢攻不下，最後放火燒毀土庫庄。左側支隊進攻斗六街，黑旗軍蕭三發、義軍領袖徐驤、簡成功、簡精華等抵抗，但因火力懸殊不敵。當日雲林縣縣治斗六失陷，各部隊退往大莆林（今大林）。同日，義軍與日軍在施瓜寮與牛尫灣莊發生戰鬥。
隔日，日軍進攻大蒲林、興化莊與雙溪口，黃榮邦、黑旗軍蕭三發陣亡。同日，日軍攻佔湖底莊與觀音亭。義軍向嘉義後撤，日軍再佔打貓（今民雄），興化莊及林仔頭莊遭焚毀。

#### 嘉義城戰役
10月上旬，日軍一路進逼目標嘉義。嘉義城內外，除了有劉永福的黑旗軍及新募士兵駐守外，城內外幾乎全部都是抗日分子。
10月8日，日軍進攻雙溪口莊與內林莊。同日，日軍三路攻大莆林和甘蔗崙（今大林），黑旗軍楊泗洪、義軍林義成、簡成功、簡精華等率各分隊抵抗，但不支退敗，楊泗洪中彈戰死。
10月9日晨，日軍進逼嘉義城；十一時，日軍分三路包圍嘉義城，抵抗至中午，西門首先被攻破，義軍由南門退出嘉義城，並遭日軍沿路追擊，其中劉步高戰死。
此役參戰民軍約有3,000人，其中600人為黑旗軍，民軍死傷超過200名。而日本軍投入各類部隊合計約四千二百人。

#### 台南大會戰

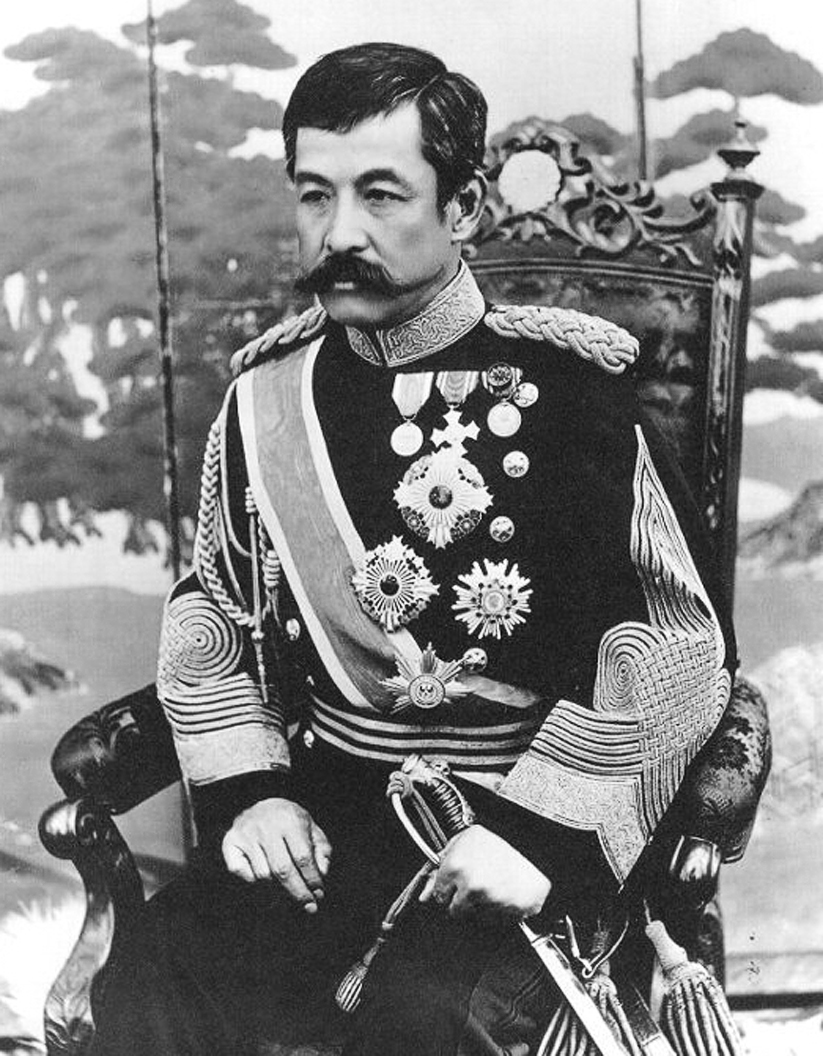
北白川宮能久親王（1847年~1895年）

劉永福據守在台南府城，並未派兵出擊，但日軍攻下雲林嘉義後已經到達台南周邊。這時候台南周邊十八個村莊共推武秀才林崑崗出來領導，成立了十八堡義軍，兵力5,000餘人。
10月10日，日軍的艦隊抵達布袋嘴外海，中午開始，日軍艦隊以艦砲炮擊布袋嘴，整個布袋嘴街庄被焚燒殆盡。下午，日軍混成第四旅團開始登陸。
10月11日，最先登陸布袋嘴的日軍兵分二路，一支渡過八掌溪佔領了渡仔頭庄（今台南北門區錦湖）；另一支部隊與近衛師團的支隊一同攻下鹽水港。
10月12日，而林崑崗得知日軍在渡仔頭庄，立刻親率歐汪堡1,200人，和另三路十八堡部隊（分别为1,200人、1,600人、900人）共4,900人圍攻渡仔頭庄。義軍人數雖多，但卻被日軍的火力優勢逼退，兩軍便隔著急水溪對峙。同日，日軍又攻下鐵線橋，而貞愛親王準備進駐鹽水港，卻在途中遭遇反抗日軍的義民襲擊。
10月13日，在茄苳腳庄的近衛師團跨越急水溪。義民林德謙、曾光明，自火燒店庄出戰。 同時，混成第四旅團部分部隊前往東石港偵查時，被侯西庚所率的義勇包圍於東石港內，日軍彈藥、糧食機乎耗盡。翌日，來自布袋嘴的日軍增援抵達東石港，侯西庚見大勢已去，遂下令將義勇解散，以避免日軍戰火波及附近的朴仔腳街。
10月15日，南進軍總司令高島鞆之助下令混成第四旅團掃蕩急水溪以北、朴仔腳街以南之地區，掃蕩行動持續了約三天，這一帶的村莊幾乎遭到日軍焚毀。
10月18日，混成第四旅團派遣將近半數的部隊攻擊蚵寮，林崑岡所率義軍的所在地。林崑岡得知日軍發動攻擊且已擊破二港仔寮的武毅右軍、鎮海中軍的炮兵陣地後，立即帶兵前往竹嵩山準備迎擊日軍，下午二時，日軍攻下竹嵩山，林崑岡及其長子皆戰死於此。下午三時，日軍攻破位於蚵寮東南方山丘的翊安軍砲兵陣地，最後七十人死守陣地不退，皆戰死於此。隔日，混成第四旅團由貞愛親王帶領分兩路進攻蕭壠及曾文溪，攻至麻豆莊，劉光明潰退。
10月20日，日軍攻佔東勢尾莊、曾文溪莊，徐驤、柏正材陣亡；同時，另一支日軍進攻蕭壟社，將村莊焚燒夷平並殺死村民2,000餘人。
而後日軍混成第四旅團及近衛師團自北方持續逼近台南城，翌日（21日），日軍陸續進佔喪失抵抗力的台南府城。

#### 步月樓戰役
除八卦山之役之外，臺灣抗日活動以南部六堆地區的客家義勇軍最具規模（因為六堆七十七莊本來就是軍事組織，常備兵力有1.2萬人，分成六隊屯墾）。這些戰事，可細分為步月樓戰役及火燒庄戰役。。 

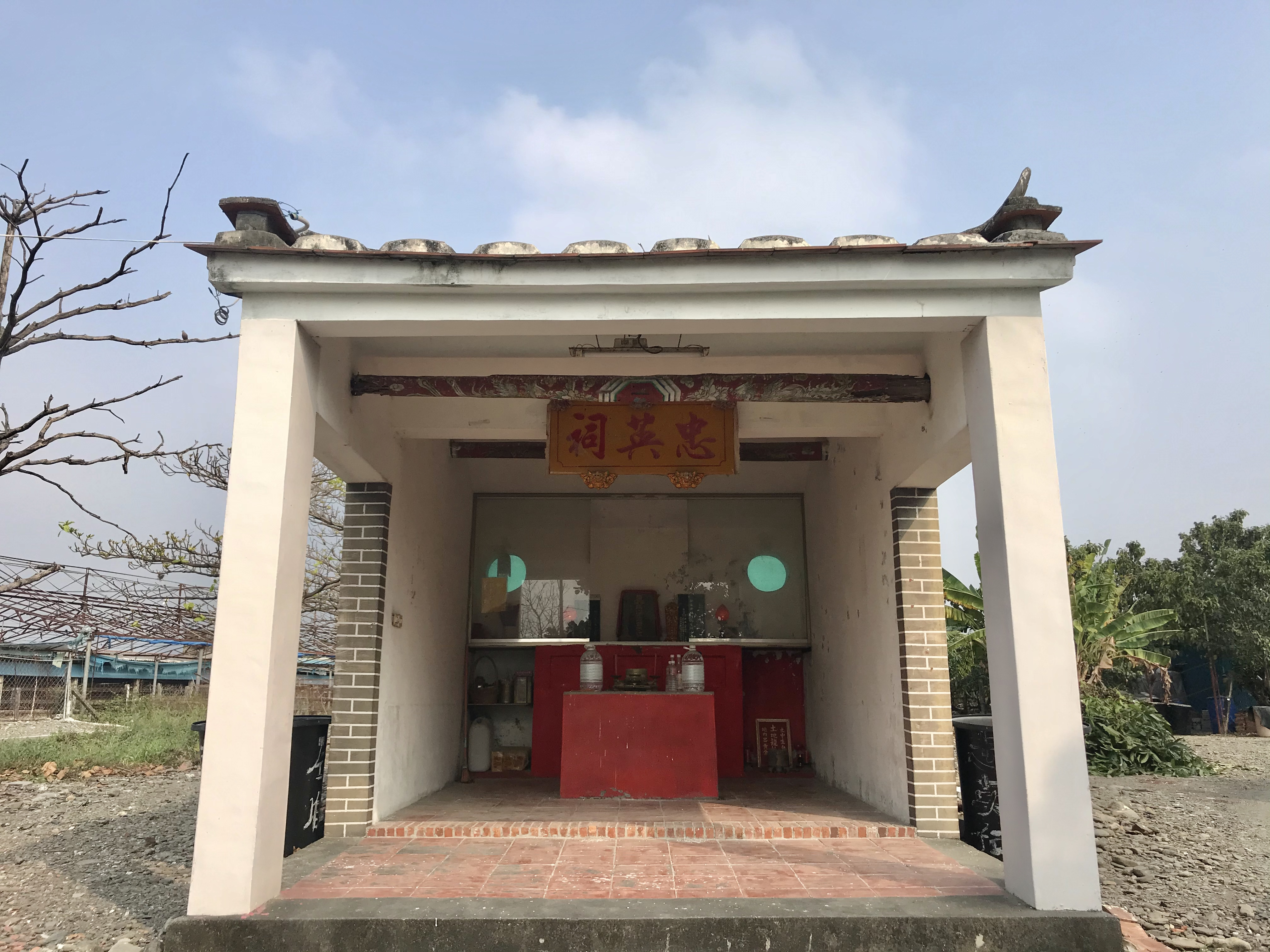
忠英祠

10月11日，由日本乃木希典大將率領的臺灣遠征軍第二師團約7,930人，從枋寮街北方番仔崙庄登陸往東港行進，上午九時行至茄苳腳（今屏東縣佳冬鄉）遇到來自六堆的左堆軍的抵抗，此衝突也是該軍團首遇激烈戰役。於茄苳腳巷戰中，左堆軍因不敵日軍的武力優勢，以茄苳腳的蕭家祖屋步月樓為最後防線。但在各堆客家軍支援之前，戰至翌日丑時，日軍即攻陷茄苳腳，步月樓戰役終告結束。
在於步月樓戰役結束之後，日軍第二師團為免六堆客家軍及其他各堆軍的侵擾而耽誤日軍包抄臺南城之日程計劃，故留下少數兵力牽制，其餘大部份主力軍力繼續按照原定攻擊行進路線。如先前計畫；日軍於10月12日佔領東港、10月14日攻陷鳳山城（今高雄市左營舊城）之後，繼而繼續北上包抄台南城。

#### 劉永福陣前潛逃

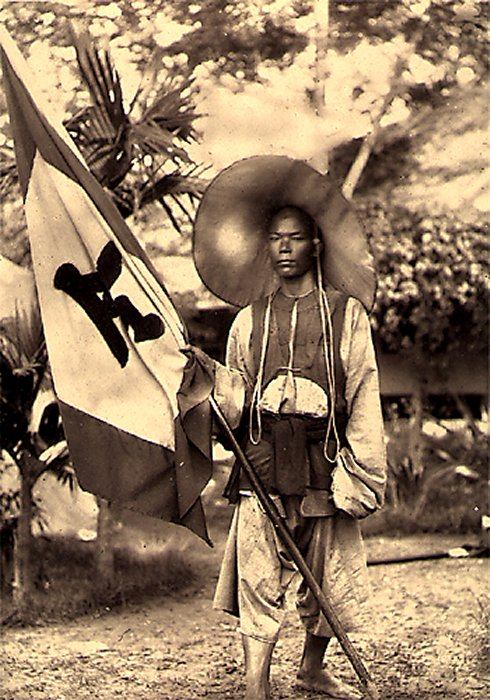
手持令旗的黑旗軍士兵

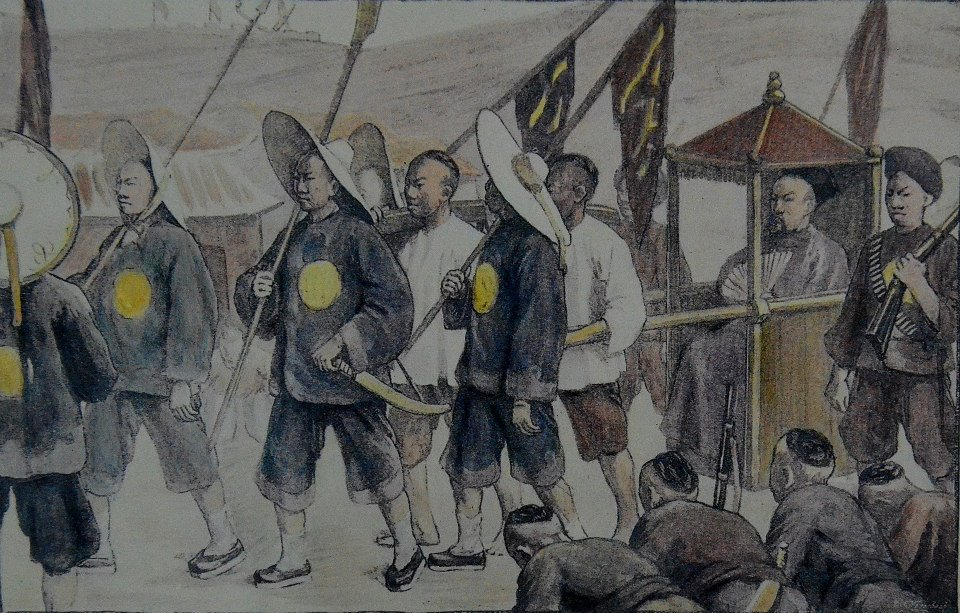
黑旗軍將領視察打狗港防務。

8月26日劉永福向日本方面送《擬將臺灣讓渡貴國》書信，日方堅持要求投降。
劉永福先在十月十日透過台南英國領事歐思納致函樺山資紀，提出投降二條件。樺山（臺灣首任總督）將信交與高島鞆之助（臺灣首任副總督，時任南進軍司令官）處理。高島回信表示「汝若發自內心悔悟，有誠意投降，必須赴軍門哀求，否則日後再送來這種書信，本司令官絕不接閱」拒絕了他的投降要求。 
10月12日，劉永福與日本艦隊將領吉野約定於安平港外海商討投降事宜，惟未成功。
10月18日，日本近衛師團、第二師團與混成第四旅團皆抵達台南城近郊，形成三方包抄形勢，臺灣民主國第二任總統劉永福在得知台南城被三面夾攻後，知大勢已去。
10月20日，當日軍準備以兩師團之兵力圍攻台南城之際，劉永福棄台南城軍民內渡中國厦门，劉永福棄職逃亡後，台南當地士紳便循台北模式推舉英國牧師巴克禮及宋忠堅請求日本軍隊和平進城，協助維持秩序。而同一天劉永福搭乘的英國輪船塞里斯號被日本截獲，但因不符合國際公法（在廈門近海屬於中國領海），經過英國外交施壓後，日本被迫放走劉永福，史稱「台海登船臨檢事件」。
10月21日日軍順利進入台南城，日方認定臺灣民主國已經滅亡。
10月23日，日軍得以武力控制臺灣。
28日，北白川宮能久親王因傷而亡（日方稱病歿），30日棺木從安平運回日本。

#### 第三階段尾聲
樺山總督接獲南進軍司令高島中將的報告後，於10月26日經海路進入台南。當時日軍認為除蕃地之外，僅有恆春及臺東地方尚未歸屬，而濁水溪以南雖仍有殘餘義軍，但已無大型反抗力量，未來的勘勦行動以第二師團及後備兵即以足夠，遂由總督下令近衛師團凱旋歸國。11月13日至22日間，近衛師團分批由打狗港出發返回日本。在此期間，日本首任臺灣總督樺山資紀於11月18日向京都大本營報告：「全島悉予平定」。
11月，日軍在恆春設立臺南民政支部恆春出張所，委任瑯嶠十八番社總頭目潘文杰（Jagarushi Guri Bunkiet）「事務囑託」，調解南部各族歸附日本政府。
12月17日，卑南社第22代頭目大頭目，卑南王姑拉老（Kuralaw）率人至恆春支廳表示服從，並與馬蘭社阿美族人對抗台東地區的清軍殘部。
蘭嶼地區則是在1895年設立為研究區，維持當地居民傳統的生活狀態，禁止外人移墾開發。

## 餘波

### 六堆火燒庄戰役
雖然樺山總督宣布已平定臺灣，但臺灣各地方的日軍與台民的武裝小衝突仍此起彼落。先前第二師團主力由枋寮往臺南前進時，雖然曾在茄苳腳、頭溝水庄的左堆義軍有過步月樓戰役，但當時急於進攻台南，並未特別注意到下淡水溪左岸平原的六堆（此時實際只剩五堆）客家抗日勢力。
台南陷落後，六堆客家軍分別在十月底及十一月初於潮洲寮庄（今屏東縣潮州鎮潮州）、頂子林庄（今屏東縣萬丹鄉頂子林）襲擊日軍偵察隊。其後鳳山地方守備隊偵察得知抗日軍動向，第二師團長遂下令以鳳凰山守備隊（東北抽調來接替精銳部隊禁衛師團防務的普通部隊）為主幹，編成一支隊以追勦六堆抗日軍，由山口素臣少將擔任隊長。
11月26日正午，山口少將下令全力攻擊位於火燒庄（今屏東縣長治鄉長興村）的六堆客家軍大本營。日軍以較為優勢的武器及火力擊退六堆客家軍，並放火燒毀鄰近各聚落，至傍晚返回阿猴街，至此火燒庄戰役結束，此既為乙未戰爭最後一場戰役火燒庄戰役。經該役後，日軍完全摧毀六堆地區抗日力量。
根據《攻台戰紀》，此戰日軍出動步兵兩大隊（1,020人）騎兵一小隊（70人）砲兵兩中隊（222人）工兵兩小隊（140人）共1,432人，而六堆去掉左堆兩千人還有一萬人的兵力，但是畢竟未受過軍事訓練且缺乏重武器最後仍戰敗。

### 北臺灣武裝衝突
在臺灣南部發生火燒庄戰役之時，臺灣北部亦同時發生抗日武裝衝突，11月25日台北附近民勇便分別在三角湧（三峽）、宜蘭、瑞芳、景尾（景美）、八芝蘭（士林）及桃仔園（桃園）等地起義。特別是早期抵抗日軍最激烈的大嵙崁（今桃園市大溪區）風雲再起，由江國輝、呂建邦及李家充領所率之抗日義軍最令日軍疲於奔命。
而1896年元旦當天胡阿錦、陳秋菊、簡大獅等人集眾合攻台北城，但仍以失敗告終。

### 雷公火之役
日軍攻佔台南後，部分清軍殘兵前往東部投靠袁錫中、劉德杓，規模接近千人，逃兵四處搶奪鄰近平埔族村落，造成恐慌。1896年正月間，劉德杓為強徵稅金，率領逃兵攻擊璞石閣的平埔族，焚毀平埔族村落。2月間，劉德杓指揮新開園的駐軍三百餘人，計畫襲擊卑南各社，以獲取補給。獲知消息後，日本恆春支廳派遣通譯官中村雄助，與瑯嶠十八番社總頭目潘文杰一同勸說卑南族卑南大社與阿美族馬蘭大社出兵保護大埔社和雷公火社。5月24日上午清軍向雷公火社（今關山電光）開砲，但前一晚卑南社族人已預先翻山埋伏在側翼，與防守在雷公火社內的馬蘭社族人在清軍接近時反擊，清軍大敗潰退。

### 各地殘留義軍持續抗爭
簡義叛離後，手下軍隊並未氣餒，共推柯鐵虎為首領繼續抗戰，繼承鐵國山的軍號跟日本長期周旋。另外林少貓雖然組織民兵兩千人（含七百布農族兵）準備抗日，但在1895並未出動。形成一股割據勢力，並在日後發動了大規模的屏東反攻戰。，

### 原住民仍不受管轄
臺灣原住民自荷西時期以來一直遭遇漢人移民的墾殖入侵，或明鄭政權及大清帝國的勢力擴張。平埔族及其土地，幾乎被漢人同化或佔領，但是山地的原住民，被視為「生番」，仍堅守他們自己的生活方式及生存領域，抵抗漢人入侵。儘管大清帝國，在統治臺灣末期，發現臺灣重要的戰略地位及山地經濟資源，進行「開山撫番」，屠滅不少原住民部落。但未完成，臺灣割讓日本。

對原住民而言，日本人的到來，就如同荷蘭人、西班牙人、漢人或大清帝國一樣，又是新的外來勢力，抱持著觀望的態度。但這次跟以往不同，日本人比其他政權，更有制度、效率及決心，要將他們納入現代國家體制管理。

至1901年，臺灣總督府大規模推進隘勇線入侵原住民傳統領域，始與各族爆發戰爭。北部在1902年與賽德克族發生人止關戰役，1908年對太魯閣族發動太魯閣戰役，1910年對泰雅族卡奧灣群發動卡奧灣戰役，1910年對泰雅族司加耶武群發動司加耶武戰役，1913年對泰雅族霞喀羅群發動霞喀羅戰役。1914年對太魯閣族發動太魯閣戰爭。南部則發動了長達十九年針對的布農族的武裝衝突。
許多原本歸順的部族，在之後幾年也相繼起事：
1908年，原本日方特別拉攏扶植的阿美族七腳川社與巴托蘭社（Patulan）及木瓜群等部落聯合起事，為七腳川事件。1910年，泰雅族大嵙崁群串聯周圍各部族起事，為大嵙崁群抗日戰役。1914年，魯凱族西魯凱群霧台、神山兩部落爆發霧台抗日事件。1915年，布農族大分社發起大分事件。1915年，西拉雅族在甲仙埔地區發起礁吧哖事件。1920年，泰雅族霞喀羅群爆發第二次霞喀羅戰役，至1926年9月30日始同意和解。1930年，「一等模範蕃地」賽德克族霧社群十二社中的六社發起霧社事件。最後，「本島最後未歸順蕃」布農族大分社在1933年4月22日與日本政府和解。

## 戰爭統計

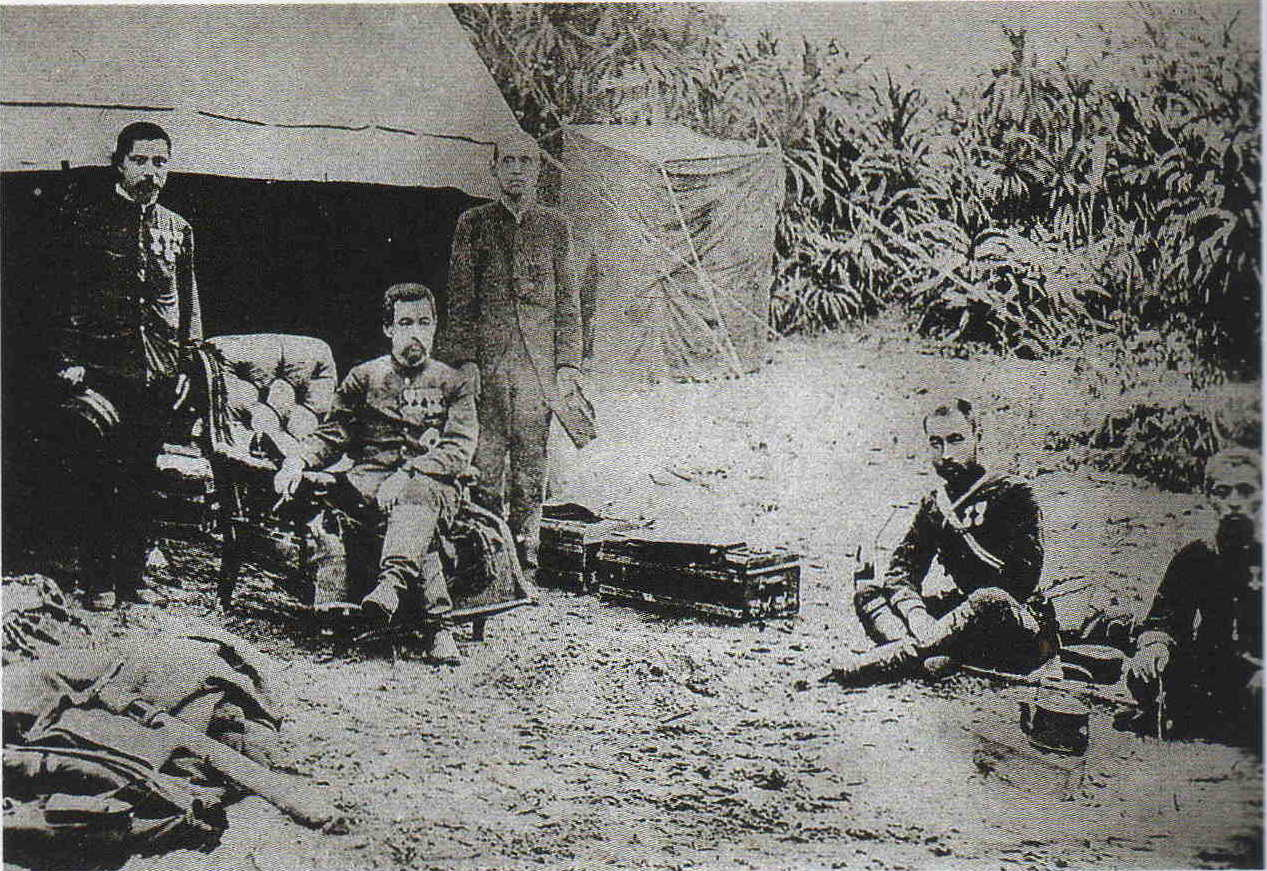
北白川宮能久親王在戰役中於澳底就地紮營

在臺灣民主國正規軍方面（實際僅有清軍受過正規訓練，而清軍又可分兩部分：即在台北未戰自潰的二十營「廣勇」與駐守台南的黑旗軍，黑旗軍約八千人；兩正規軍合計約兩萬八千人，但僅黑旗軍真正出動抗日），前後出動約3萬3千人。根據調查官井出季和太根據總督府檔案寫成記載，戰場遺留臺方兵士屍體達七、八千具，除此之外，另有14,000臺灣軍士戰死的學術估算（其中以黑旗軍死亡約一千五百餘名的記載，推估臺灣義軍共犧牲了至少一萬兩千五百以上）。
除了兵士之外，於乙未戰爭期間死傷的臺灣各地平民人數也相當多。其原因在於攻台日軍於戰情膠著時，對於有敵意或妨礙戰事進行者，採取不分男女老幼無差別殲滅。經估計，在乙未戰事進行期間，臺灣受害平民最少在十萬人以上。
日軍參與的編制官兵共有49,866名，包含將校1,519名、下士卒48,347名；除此之外另有傭役軍夫26,787名。
日軍的死亡人數依據衛生部門統計，總共有8,503名，其中包含戰死者333名、因霍亂病死者3,916名、因腳氣病死者1,275名、因痢疾病死者715名、因瘧疾病死者668名等等。依據《靖國神社忠魂史》的合祀者名單統計，日軍於10月22日佔領臺南時，在臺灣與澎湖的戰死者累計為354名，其中近衛師團有239名，第二師團有106名；若以軍人和軍屬來區分，軍人有296名，軍屬有58名。
已過世的前臺灣省文獻委員會主委林衡道曾翻閱一位曾參加乙未戰役的日軍士兵日記，裡面提到北白川宮曾告訴日軍士兵征台戰役可在三個月內結束，但當他看見倒下的義軍屍體很多是婦女時，才知道他講的是神話；另外一位日本駐台戰地記者也記錄下當時臺灣人民不分男女老幼參與戰鬥的景象：「我們從潛伏處暗中窺視敵人的動靜。只見每二十人或三十人成群聚集在那裡，其中還有婦女執槍的，糧秣多由婦女在搬運。」
1965年，在彰化坑子內發現乙未烈士骸骨共679具。1983年元月，彰化縣政府在八卦山戰役遺址設立「八卦山抗日烈士紀念碑公園」，並將遺骸移奉此地。2008年2月，公園改名為「乙未保台和平紀念公園」。

## 後續及影響
- 大清帝國雖然統治臺灣二百多年，但卻一直未能有效管理統治臺灣，不僅民變頻傳，分類械鬥，土匪叢生，「民番」衝突。臺灣自行組織武裝抗拒，導致日本原本應該接收臺灣，卻反變成征台之役，迫使臺灣總督府由民政機關，改組為軍事組織，近衛師團與第二師團歷經二百多天才告奏功，與甲午戰爭相較，風起雲湧的反抗勢力，讓總督府更加困擾，一方面要建立現代制度，推動統治工作，一方面要面對武力的軍事行動，接管工作極為不順利。直到劉永福棄臺潛逃之後，總督府才轉回民政機關，推動殖民建設臺灣工作，戰爭過程也造成臺灣許多無辜居民的傷亡。

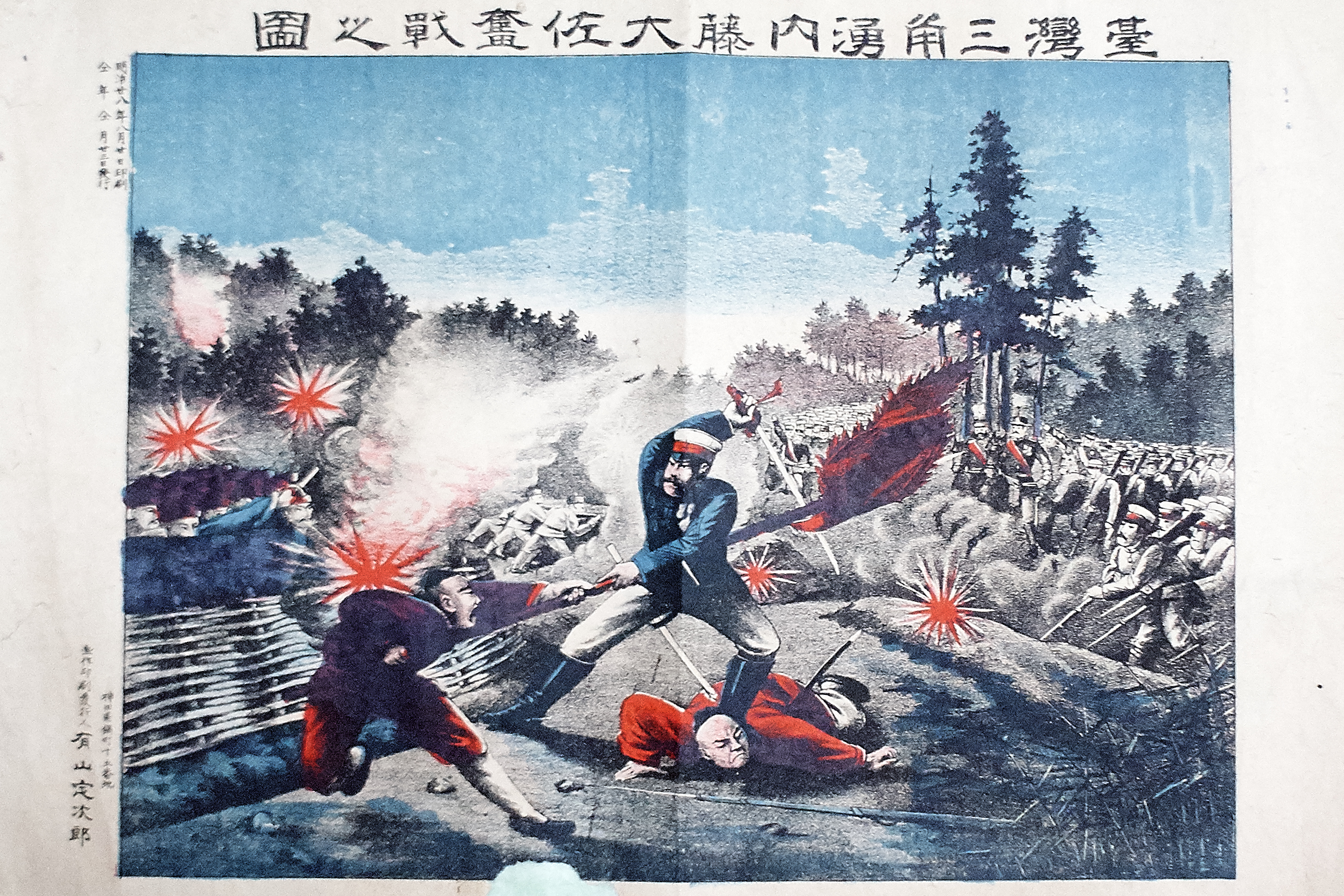
臺灣三角湧（新北市三峽）內藤大佐奮戰之圖

## 相關史料及研究成果
- 中央研究院臺灣史研究所及中央研究院數位文化中心，於2015年展出「翻轉1895－乙未之役120年檔案特展」[76]。

- 國立臺灣歷史博物館於2016年配合「鉅變一八九五—台灣乙未之役120周年特展」，出版《乙未之役中文史料》；全書分為7部分，分別收集「割臺相關史料」、「在台清國官吏與幕僚史料」、「台灣紳商史料」、「《台南府城教會報》（選錄）」、「日本來源中文史料」、「西洋來源中文史料」及「雜錄」，展現厚實的研究成果。並與泛太平洋集團總裁潘思源合作，規劃出版系列「乙未之役資料彙編」相關史料[77]。

- 然而在乙未戰爭相關留存資料中，日本東陽堂在1895年時發行《臺灣征討圖繪》共計5編，內容有文有圖，為日本從軍記者所留下記錄[78]。這類歷史畫、風俗畫於日清戰爭時相當流行，也在日本征服臺灣戰爭中的訊息流通上，扮演重要角色，也充分表現了日本方面的觀點[79][80]。

## 相关艺术作品
- 電影《一八九五》（2008年台灣電影，美商福斯影業發行）
- 電視劇《台灣1895》（2008年，大陸中央電視台製作）

- 小說《日出三角湧》，王湘琦／著，聯合文學出版社／發行，2018年1月，台灣。
- 《可敬可愛的楊梅》. 書名，中華兒童叢書（文學類高年級）. 叢書名，中華兒童叢書. 作者，林鍾隆； 林順雄（圖）. 出版/發行者，臺灣省政府教育廳. 出版日期，1982/10.

## 延伸閱讀
- 《瀛海偕亡記》（洪棄生）
- 《讓臺記》
- 《1895年．決戰八卦山》
- 《日清役台灣史》
- 《攻台圖錄》
- 《攻台戰紀》
- 《攻台見聞》
- 《丘逢甲與義軍保台抗日》
- 《火燒庄戰役紀念碑誌》碑文
- 《火燒庄古戰場紀念碑》
- 《丘邱氏族譜》
- 《日本戰記》
- 《臺灣割讓與乙未抗日運動》
- 《客家雜誌》
- 《乙未之役（1895）及其記述》
- 《丘逢甲與義軍保台抗日》
- 《台灣史》
- 《台灣治績誌》
- 《1895年決戰八卦山》
- 《台灣通史》
- 《三峽抗日血淚史》
- 《風俗畫報之台灣征討圖繪》
- 《苗栗縣志》
- 《台灣記憶》
- 《林崑崗紀念館簡介》
- 《震瀛採訪錄》
- 《台南縣誌》
- 《林崑岡之史實》
- 《台灣抗日史》
- 《台灣發展史》
- 《六堆忠義祠史略》
- 《從日據時代臺灣官方史蹟調査報告談乙未戰爭》
- 《乙未台灣抗日史探》
- 《乙未戰爭研究：你不知道的台灣保衛戰》
- 《渡台悲歌：台灣的開拓與抗爭史話》
- 《乙未臺灣史事探討》（吳密察）
- 《乙未割台與日本遣送清官兵始末》
- 《乙未中日馬關條約之再檢視》
- 《甲戌日軍侵台清廷之援防因應》
- 《明治時期的天皇體制與乙未侵台》
- 《乙未割台清代朝野的肆應》
- 《光緒乙未台灣抗日運動的性質與影響》
- 《光緒乙未台灣中南部抗日運動研究》
- 《劉永福與乙未反割台運動》
- 《丘逢甲與1895反割台運動》
- 《光緒乙未之役與劉永福》
- 《徐驤與乙未抗日戰爭》
- 《「乙未抗日」史觀的重建：義民史觀－從吳湯興殉難談起》
- 《北埔姜家與台灣的禦侮戰爭》
- 《乙未之役與南台灣的抗日》
- 《乙未年仲夏臺灣大嵙崁》（李文良所寫）
- 《文學、歷史、檔案－評「台灣縱貫鐵道」與「靖台的宮」》
- 《乙未年抗日戰爭與桃竹苗地區的客家人》
- 《乙未抗日與台灣認同－從中小學歷教科書對乙未戰爭的記載說起》
- 《丘逢甲及其乙未台灣割讓的悲歌》
- 《重訪乙未一八九五：張美陵攝影作品集》
- 《台灣乙未戰紀》
- 《乙未抗日資料彙編》
- 《乙未拒日保台運動》
- 《從乙未台灣抗日運動看台灣民族運動之性質》
- 《乙未抗日雜記》
- 《乙未抗日史記要》
- 《台灣省乙未抗日之役》
- 《台灣乙未抗日死難五統領》
- 《中華民族乙未抗日史導論》
- 《乙未年台胞抗日史略》
- 《日酋樺山資紀與日本侵台》
- 《甲午戰爭前日本併吞台灣的醞釀與其動機》
- 《入侵台灣》
- 《百年孤寂的台灣民主國》
- 《辜顯榮傳奇》
- 《唐景崧抗日之心迹及其奏電存稿》
- 《苗栗抗日英烈三秀才》
- 《光緒乙未廷臣疆吏諫阻割臺的幾種論調》
- 《乙未割台前後朝野的錚諫與台灣官民的奮鬥經過》（莊金德著）
- 《台灣民主國之研究》
- 《張之洞與台灣乙未抗日之關係》
- 《光緒乙未台灣的交割與保台》